# 马来西亚文化
马来西亚文化或马来亚文化是一种融合马来族、华族、印度族和其他原住民族文化特色的“多元文化”。

## 种族

### 马来西亚三大种族
马来西亚是一个多民族，多文化，多语言的社会，许多种族保持着独特的文化身份，世世代代共同生活在马来西亚，有華人、馬來人、印度人，还有许多其他族群。这些文化相互影响，塑造出真正属于马来西亚的文化。马来西亚半岛有大约14万土著居民，包括几个不同的种族社区。
马来西亚三大族群是華人、馬來人和印度人。沙巴和砂拉越住着各种原住民，各自有独特的文化和遗产。
马来人是马来西亚最大的族群，占总人口的50%以上。在马来西亚，马来人是指祖先是马来人，信奉伊斯兰教和马来传统，并且说马来语的人。他们原本信奉印度教和小乘佛教，直到1400年代，由于马六甲苏丹王朝的决定，才转而信奉伊斯兰教。
马来西亚华裔是马来西亚的第二大族群，约占总人口的 25%。他们大多是清朝移民的后代，以勤劳、富有商业头脑著称。马来西亚华裔很大程度上保留了中华文化的元素，如佛教和道教。
马来西亚印度人是三大族群中数量最少，约占总人口的10%。他们大多是讲淡米尔语的南印度移民的后代，早期为了摆脱印度的种姓制度，于英属马来亚时期来到马来西亚。印度移民带来了印度教和锡克教文化，将多姿多彩的本土文化带到了马来西亚，例如华美的庙宇、香辣的食物和精美的莎丽。印度教传统在马来西亚印度社会中仍然是主导地位。

### 本地族群

#### 原住民
半島原住民是对马来半岛本地族群的统称。他们主要包括三个部落：尼格利陀族（Negrito）、色诺族（Senoi）和原马来族（Proto-Malay）。尼格利陀族一般住在北部，色诺族住在中部，原马来族住在南部，每个族群或亚群都有自己的语言和文化。有些以打渔为生，有些种田，有些是半游牧。
沙巴州最大的本地族群有卡达山杜顺族、巴瑶族和毛律族。 
卡达山杜顺族是沙巴州最大的族群，约占该州人口的30%。该族群其实包括两个部落：卡达山族和杜顺族，因为语言和文化相同，所以合二为一。不过，卡达山族主要住在平坦的河谷三角洲，那里适合种植水稻，而杜顺族过去住在沙巴州内陆的丘陵和山区。 
沙巴州的第二大族群是巴瑶族，约占该州人口的 15%。他们曾经是崇拜海神（Omboh Dilaut）、四处迁移的航海者，因此又被称作海上吉普赛人。后来一部分人离开大海，以耕田养牛为生。这些登陆定居的巴瑶人骑术高明，俗称“东方牛仔”，每年在古打毛律（Kota Belud）的大斗磨（Taumu Besar）上，总能见到他们公开表演。 
毛律族作为沙巴州的第三大族群，约占全州人口的3%。过去他们住在婆罗洲的北部内陆，是沙巴州最后一个放弃猎头习俗——割取敌人头颅——的族群。现在，他们主要在山中耕种水稻和木薯，为了丰富餐桌，有时也用吹镖打猎和捕鱼。与沙巴州的大多数原住部落一样，他们的传统服装点缀着各具特色的珠饰。 
统称为达雅克人的伊班族、比达友族和乌鲁族是砂拉越州的主要少数民族。达雅克意为上游或内陆,是沿海地区的伊斯兰人口用以称呼200多个部落群体的总称。他们一般都居住在长形房屋内，这种传统的社区房屋可以容纳20到100个家庭。 
伊班族是砂拉越最大的少数民族，占砂拉越州人口的30%。由于他们十分擅长操纵小艇，有时被误称为海上达雅克，而事实上他们是来自婆罗洲 中心的上游部落。在过去，他们是一群令人恐惧的战斗队伍，因猎取人头和海上掠夺而臭名昭著。过去他们崇拜三位一体的神，服从鸟战神 Singalang Burung 的统治。虽然今天的大部分族人都信奉基督教，但依然秉承很多传统。 
砂拉越的比达友族是一个热爱和平、和蔼友善的温和民族，因热情好客和制造 tuak（米酒）而闻名。他们居住在砂拉越的山区，大部分以务农和狩猎为生。在过去猎杀人头的时期，他们将作为战利品的头颅储藏在大约1.5米高的 baruk（圆形房屋）中。族人从前信奉万物有灵论，如今大部分已皈依基督教。 
乌鲁族也是知名的砂拉越上游部落。乌鲁族人大约占砂拉越人口的5.5%，现有十万多个不同的乌鲁族部落。乌鲁族人可以称得上是婆罗洲最具艺术天分的民族，他们宽大的长形房屋都装饰着华丽的壁画和精美至极的木雕；他们的器皿都点缀着花样复杂的珠饰品；贵族女性都在自己的躯体上纹了精美细致的纹身。 
土著普南人是被归纳入乌鲁族里但是普南人是原属于游牧民族，组织小家庭移动性的居住在树林里。今时，总计的一万六千人口的普南人居住在长形社区屋，孩子有机会上学。像其他的土著一样，普南人从万物有灵论转为伊斯兰教或基督教信仰。

## 語言
馬來西亞多元種族語言包括馬來語、英語、華語、印度語，其中以馬來語為馬來西亞官方语言，而英文可被视为实际行政语言。對马来西亚華人而言；有泉漳話、福州話，廣東話、客家話、潮州話、海南話。淡米尔语是马来西亚印度人的通用语言，也有部分印度人使用泰卢固语、马拉雅拉姆语或旁遮普语语言。

## 宗教

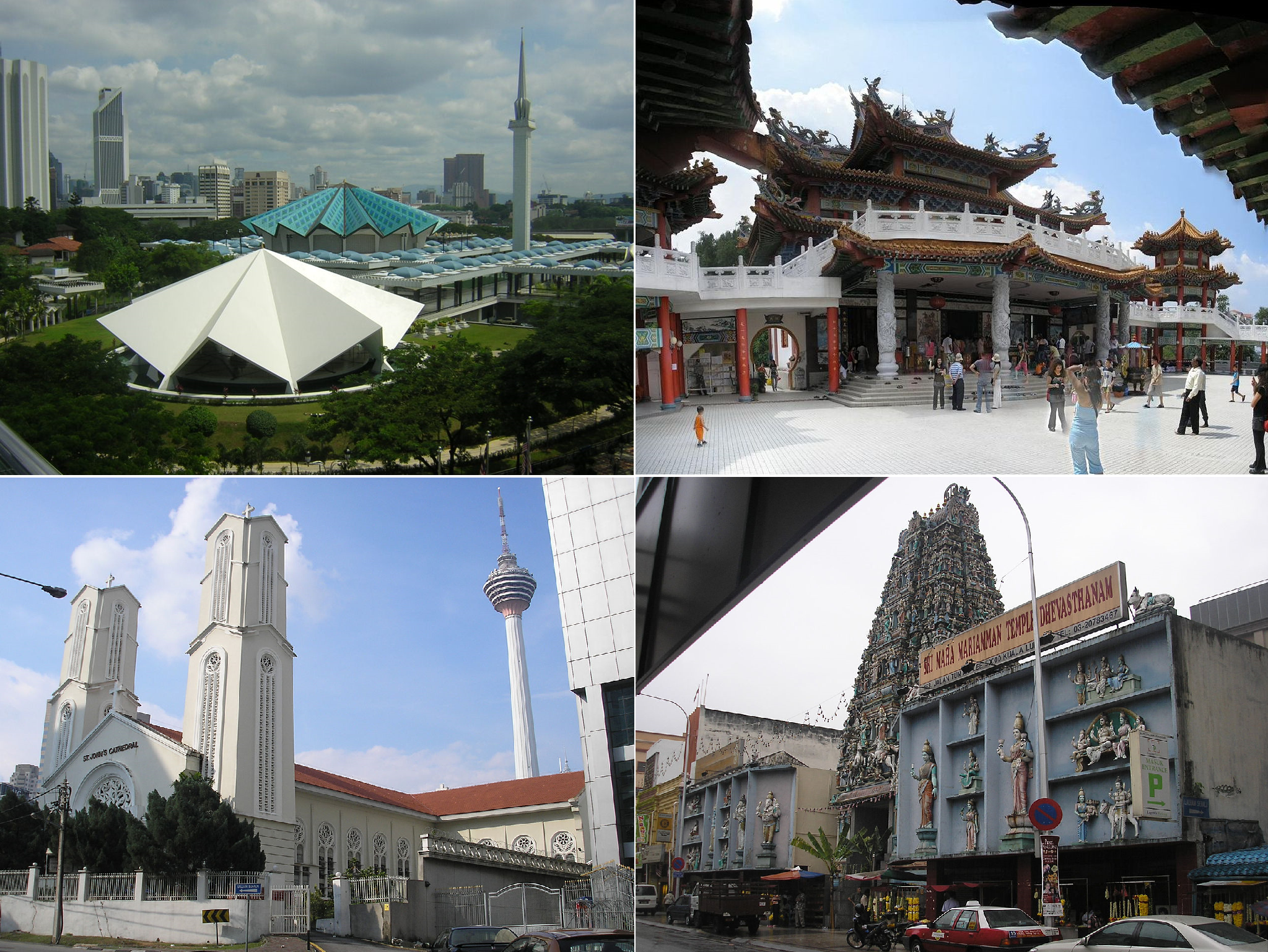
马来西亚吉隆坡四大宗教场所（左上角顺时钟）国家回教堂、乐圣岭天后宫、马里安曼兴都寺和天主教吉隆坡總教區

馬來半島從二世紀至十四世紀，歷經七個王朝，大約有一千多年的時間，深受印度文化的影響。十五世紀末，出現了由蘇門達臘印尼人所建的馬六甲蘇丹王朝。馬六甲王朝的建立，對馬來半島的「馬來化」，具有相當的影響與歷史意義，除第一代統治者拜里米苏拉創立王獨尊印度文化，採取印度化的體制與國號外，第二代統治者伊斯干达沙開始，因隨其婚姻關係而改信回教，尤其是在1446年時，第五代統治者苏丹目扎法沙定回教為國教，以「蘇丹」為王號，一切典章制度沿襲回教體制，出現馬來半島「回教化」的局面。馬來西亞為世俗回教國家，確保其他民族的信仰自由。其他被接受的宗教有佛教、道教、印度教、天主教和基督新教等。馬來西亞境內的教堂、佛寺、廟宇及印度教廟堂相當多。
华人信仰佛教、道教为多；也有部分的华人信仰基督宗教。印度人大部分信仰印度教，少數信仰伊斯蘭教與基督宗教。

## 教育
马来西亚教育的形成是基于英国教育。在马来西亚，政府小学分成3个源流，即以马来语（国语）为主要教学媒介语的国型小学（国小）；以华语为主要教学媒介语的国民型华文小学（华小）；及以淡米尔语为主要媒介语的国民型淡米尔小学（淡小）。这三种源流的小学虽然教学媒介语不一样，但都采用共同的课程纲要，而且马来文和英文都是华小和淡小的必修必考科。
中学则分为：国民中学（以马来语作为主要教学媒介语的公立中学）、国民型华文中学（以马来语和华语作为教学媒介语的公立中学）、华文独立中学（以华语作为主要教学媒介语，亦同时把马来语和英语列为必学且必考科目，是独立的公共民办中学）。
国际学校主要是以英语作为主要教学媒介语的私立学校，此校课程同时衔接部分欧美国家的教育系统。

## 建筑特色

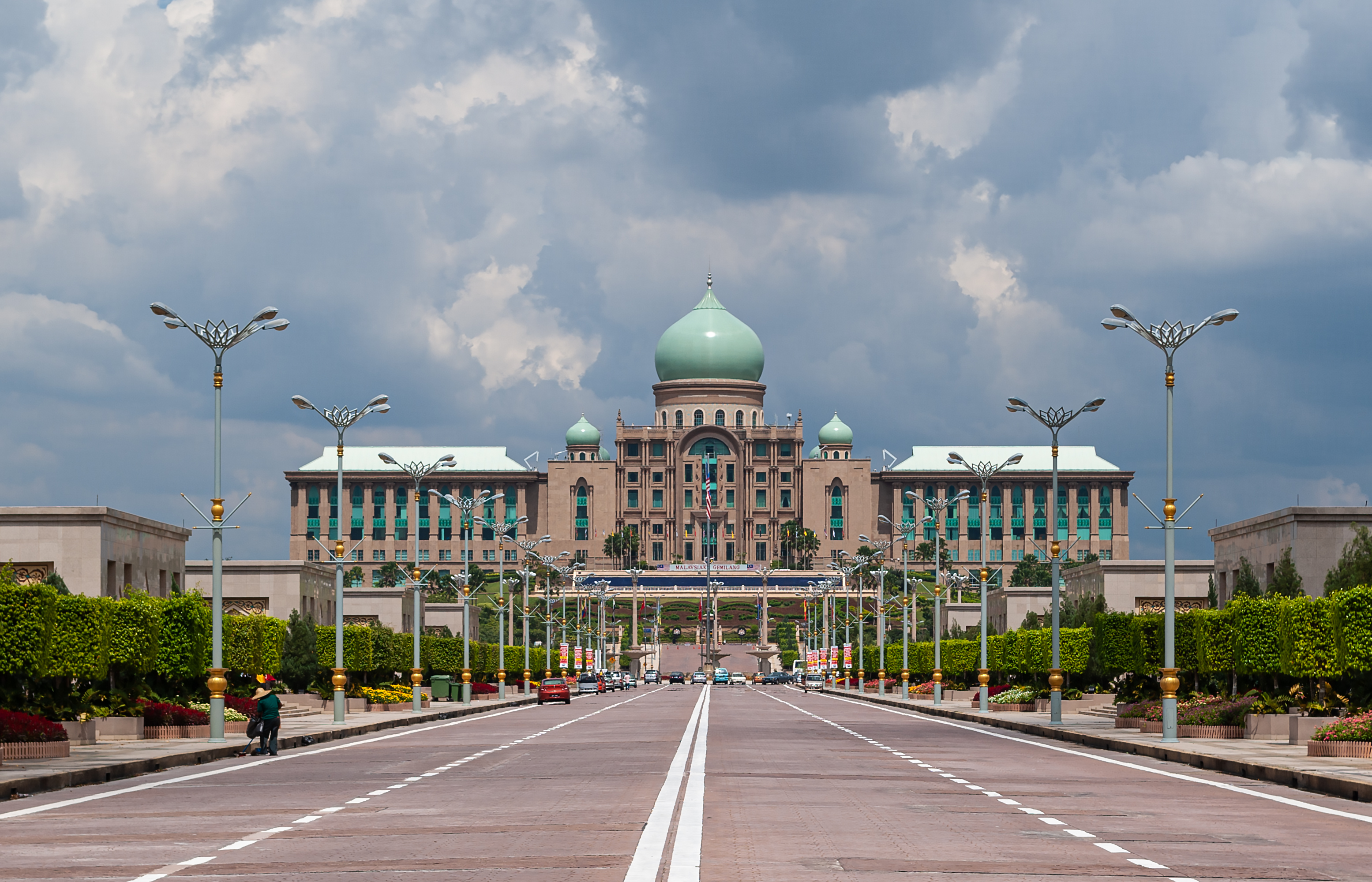
布城首相署

马来西亚的建筑融合了多种风格的结合，从伊斯兰文化，中国风格到欧洲殖民者的风格。房屋的形状和大小因州而异。马来西亚半岛的房屋是为热带地区而建造的，常见的元素包括高高的屋顶、阳台、天花板和窗户的设计，主要是使空气流通，保持屋内凉爽。在近代，马来西亚政府推动了各种项目，从整个布城到双峰塔建筑和城市公园等计划。马来西亚建筑公司正在开发专门为热带气候设计的摩天大楼。

### 马来建筑

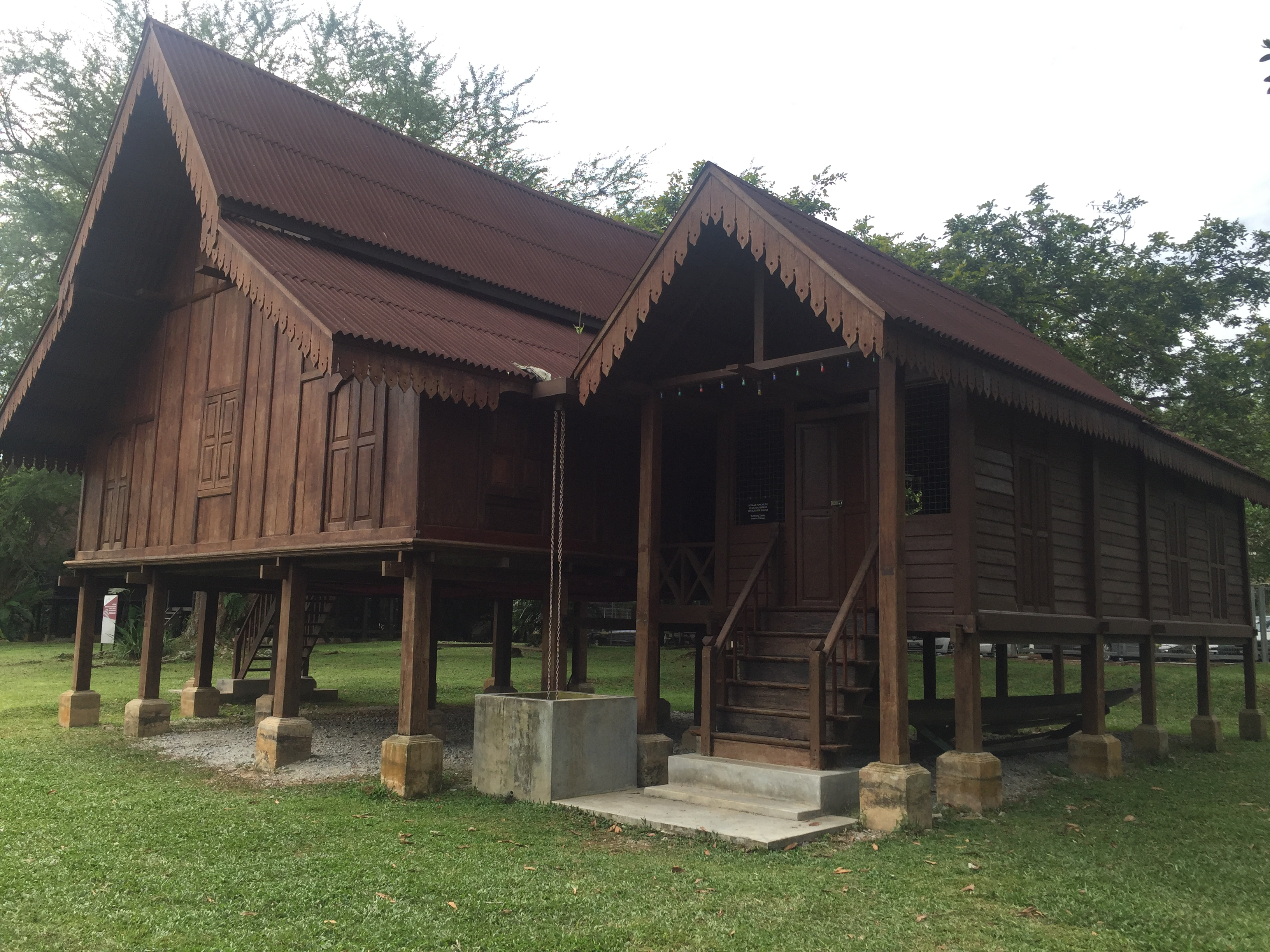
马来传统木屋

马来西亚传统的马来建筑工艺精湛，非常适合热带环境，例如高脚楼，既能利用自下而上的穿堂风保持屋内凉爽，又能避免被偶尔到来的洪水淹没。大斜度屋顶和宽敞的窗户不仅有利于穿堂风流动，而且采用复杂的雕刻技艺，显得异常精美。 

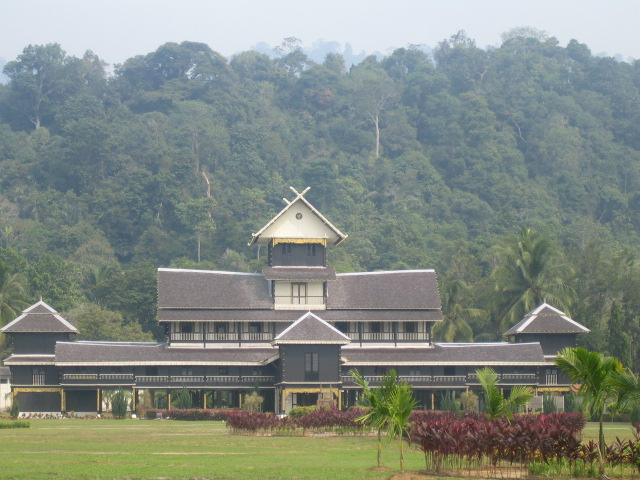
神安池旧皇宫

森美兰的传统房屋采用硬木搭建，不用一颗钉子。房屋由横梁搭成，横梁之间用楔子连接固定。森美兰的神安池旧皇宫（Old Palace of Seri Menanti）建于1905年前后，它是此类建筑的优美典范。 
现今许多马来或伊斯兰建筑吸收了摩尔式建筑设计风格，例如伊斯兰艺术博物馆（Islamic Arts Museum）、行政首府布城的许多建筑，以及全国各地的许多清真寺。 

### 华人建筑

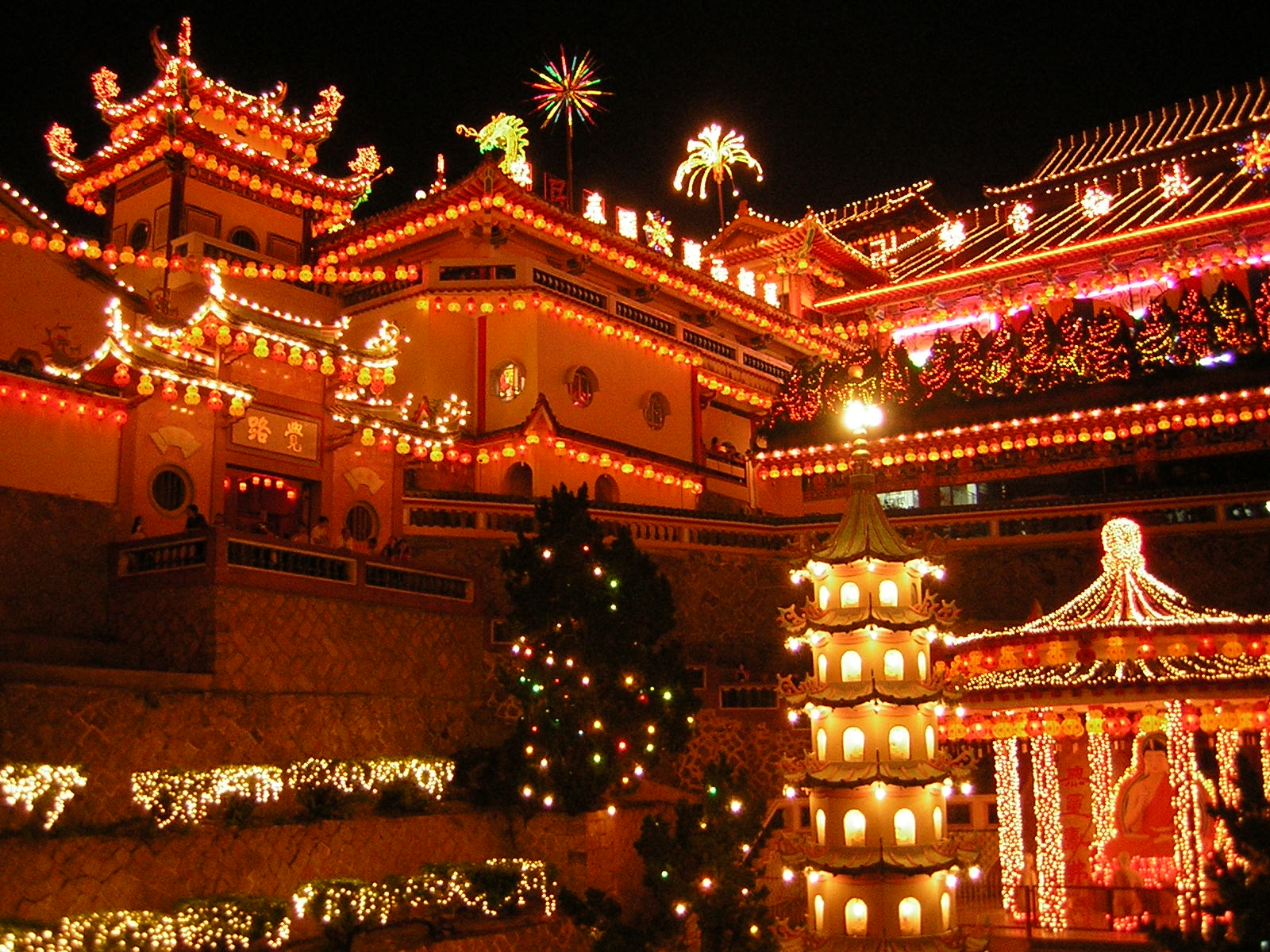
槟城极乐寺在农历新年夜晚的灯光

马来西亚的中华建筑大致分为两类：传统建筑和峇峇娘惹建筑。传统建筑包括遍布全国的中国寺庙，例如建于1646年的青云亭（Cheng Hoon Teng）。

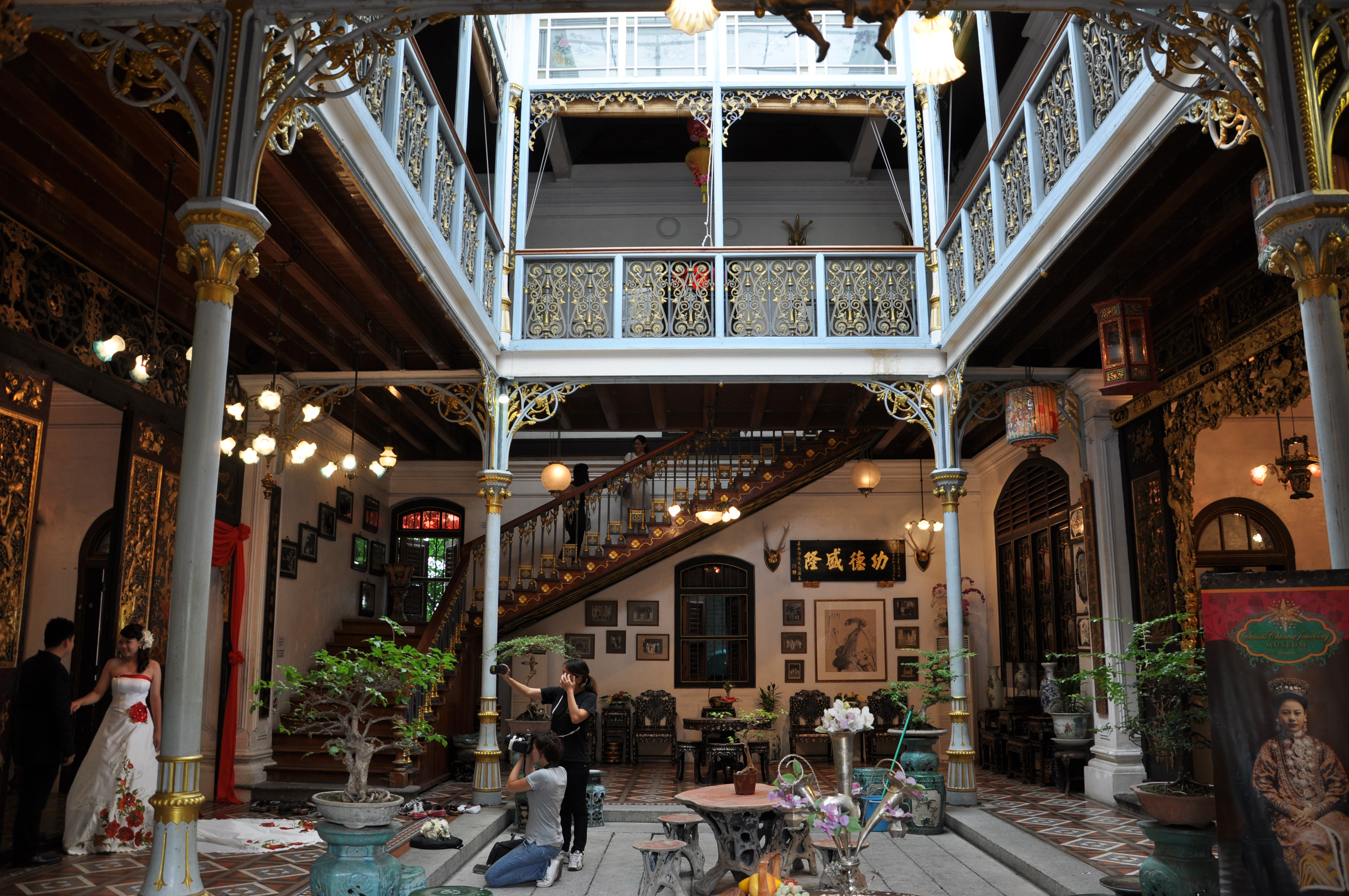
海峡华人珠宝博物馆；峇峇娘惹风格的带室内庭院

许多旧建筑尤其是马六甲和槟榔屿的旧建筑均为峇峇娘惹风格，带室内庭院和漂亮的彩瓦。

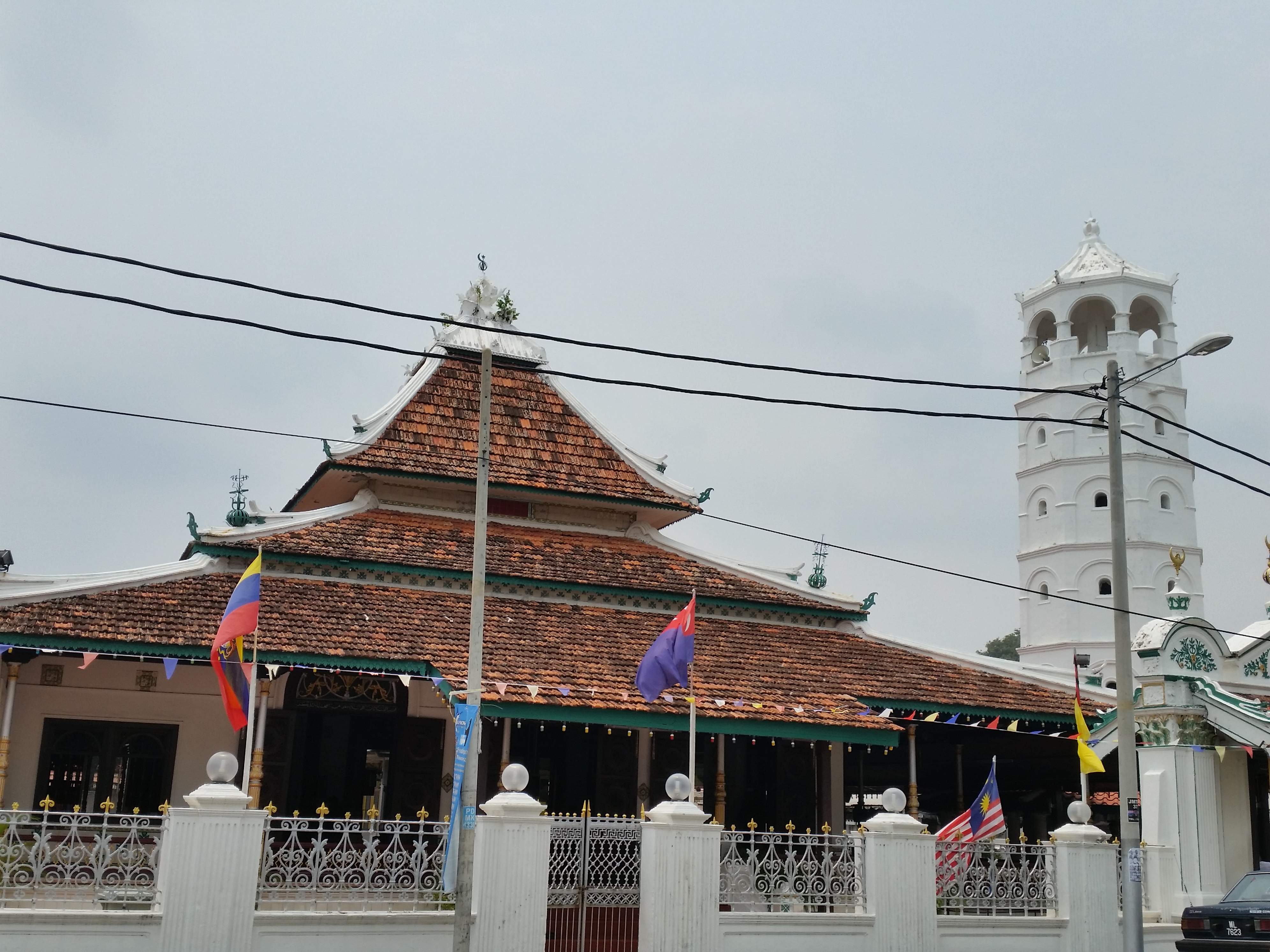
东圭纳清真寺

马六甲的东街纳清真寺是东西方建筑风格相融合的产物，这在马来西亚非常少见。它的外形像一座宝塔，具有典型的中式屋顶样式，而栏杆上的细节装饰则是西方风格。 

### 印度建筑

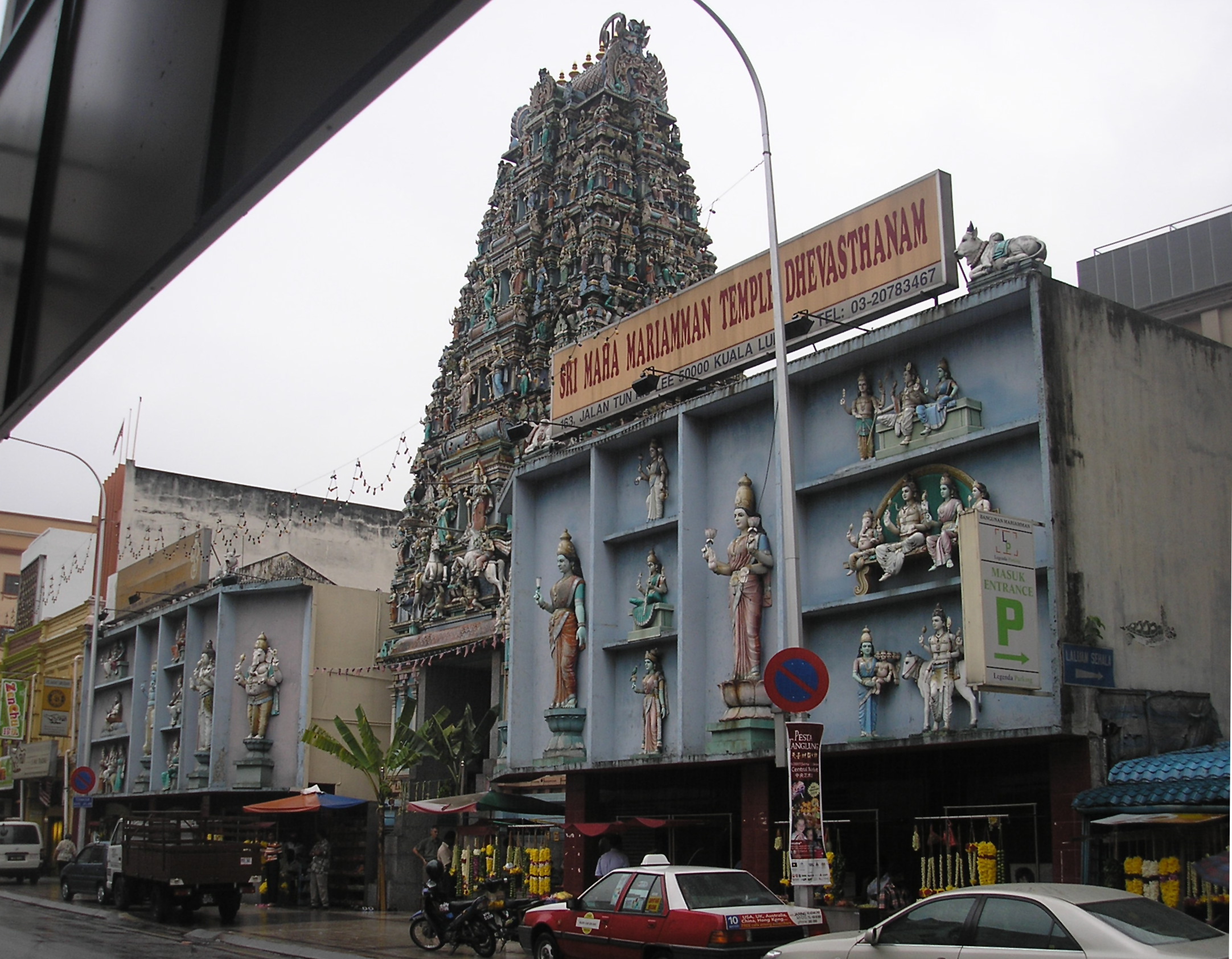
吉隆坡市中心的印度教马里安曼兴都寺

马来西亚的印度教徒大多来自南印度，这里的印度教寺庙也具有南印度彩色建筑的风格。
吉隆坡的马里安曼兴都寺建于十九世纪末，是国内最华丽最精美的印度寺庙。寺庙的细节装饰融合了精致的雕刻、黄金装饰、手绘图案，以及来自意大利和西班牙的精美地砖。
尽管锡克教徒人数不多，全国不少地方仍能见到他们的寺庙，其特点是沉稳庄重。

### 沙巴和砂拉越的原住民

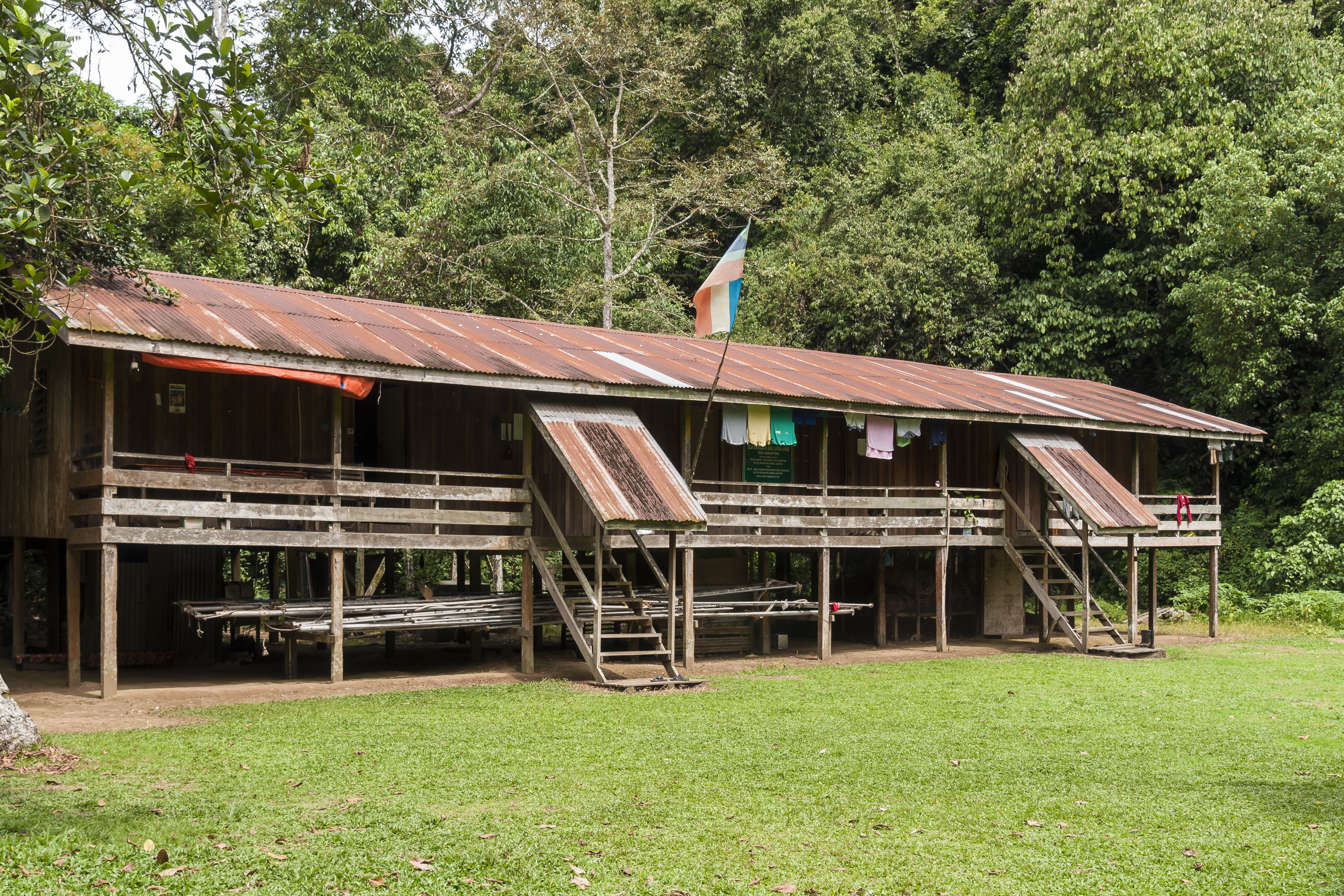

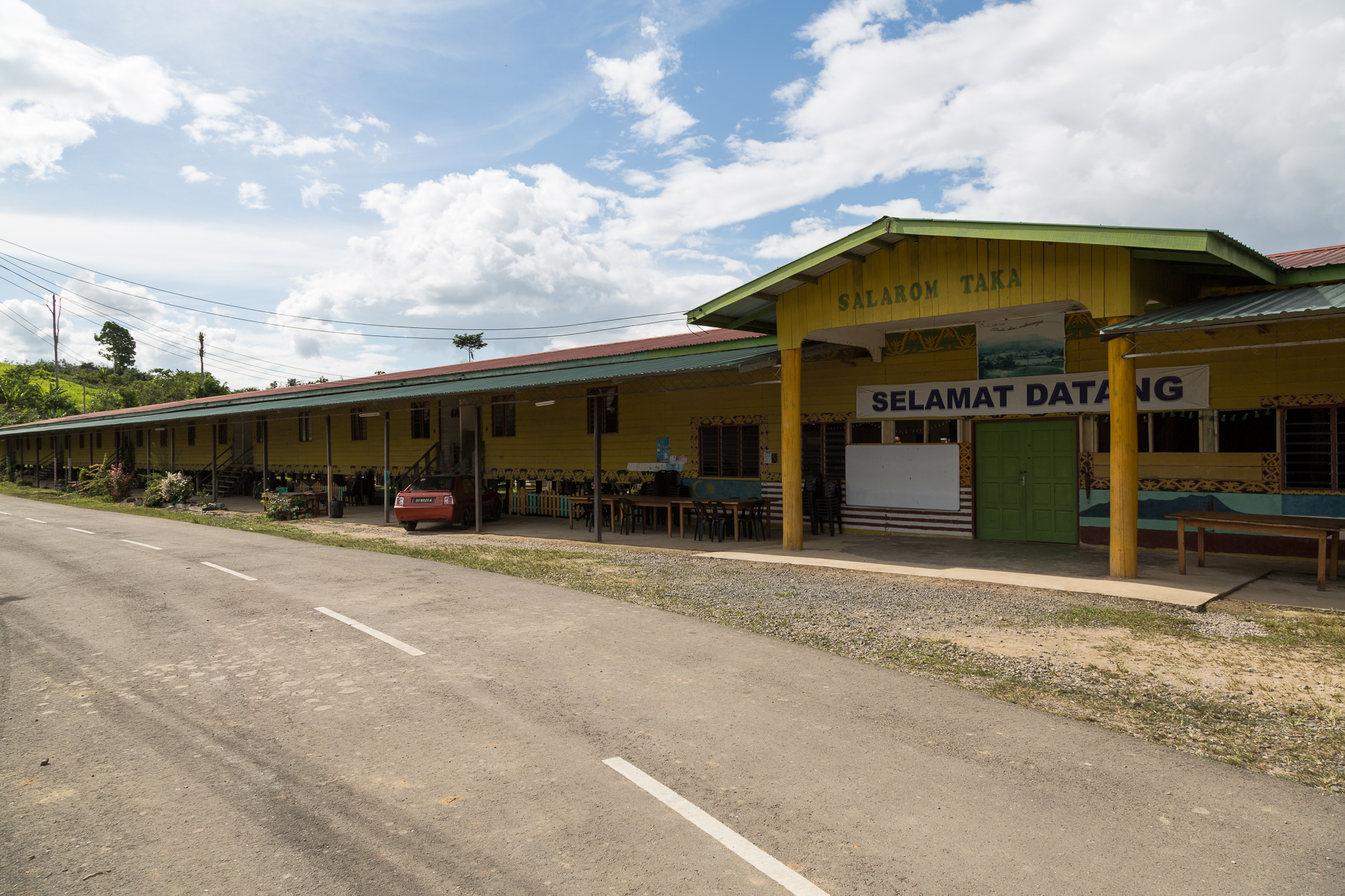
沙巴和砂拉越长屋，上图是传统式长屋，下图是较现代化民屋

沙巴和砂拉越的原住民有自己的独特建筑风格，最具特色的是长屋和水上村落。
长屋是传统的群居式住宅，住在这里的是内陆河流沿岸的部落。这是一排长长的高脚楼，一般用砍下的木材搭建，再用藤蔓绑紧，屋顶盖着聂帕榈叶或茅草，可容纳20到100户人家。
在河流沿岸和海边，常常还能见到搭建在高高支柱上的古朴的水上村落。房屋之间有木板铺成的道路，路旁拴着小船。村内的交通工具一般是舢板或独木舟。

### 殖民时期建筑
建于1511至1957年的许多建筑带有不同殖民国的建筑风格，主要集中在马六甲和槟城，大部分建筑依然保存至今。 
- 葡萄牙风格

在马来西亚，最著名的葡萄牙建筑是马六甲的圣地亚哥古堡，它建于1511年，修建者为阿尔法索（Alfonso d'Albuquerque）。这座古堡几乎被荷兰人彻底摧毁，现在只剩下一小部分矗立在山头，俯视着马六甲市、旧港口和马六甲海峡。
- 荷兰风格

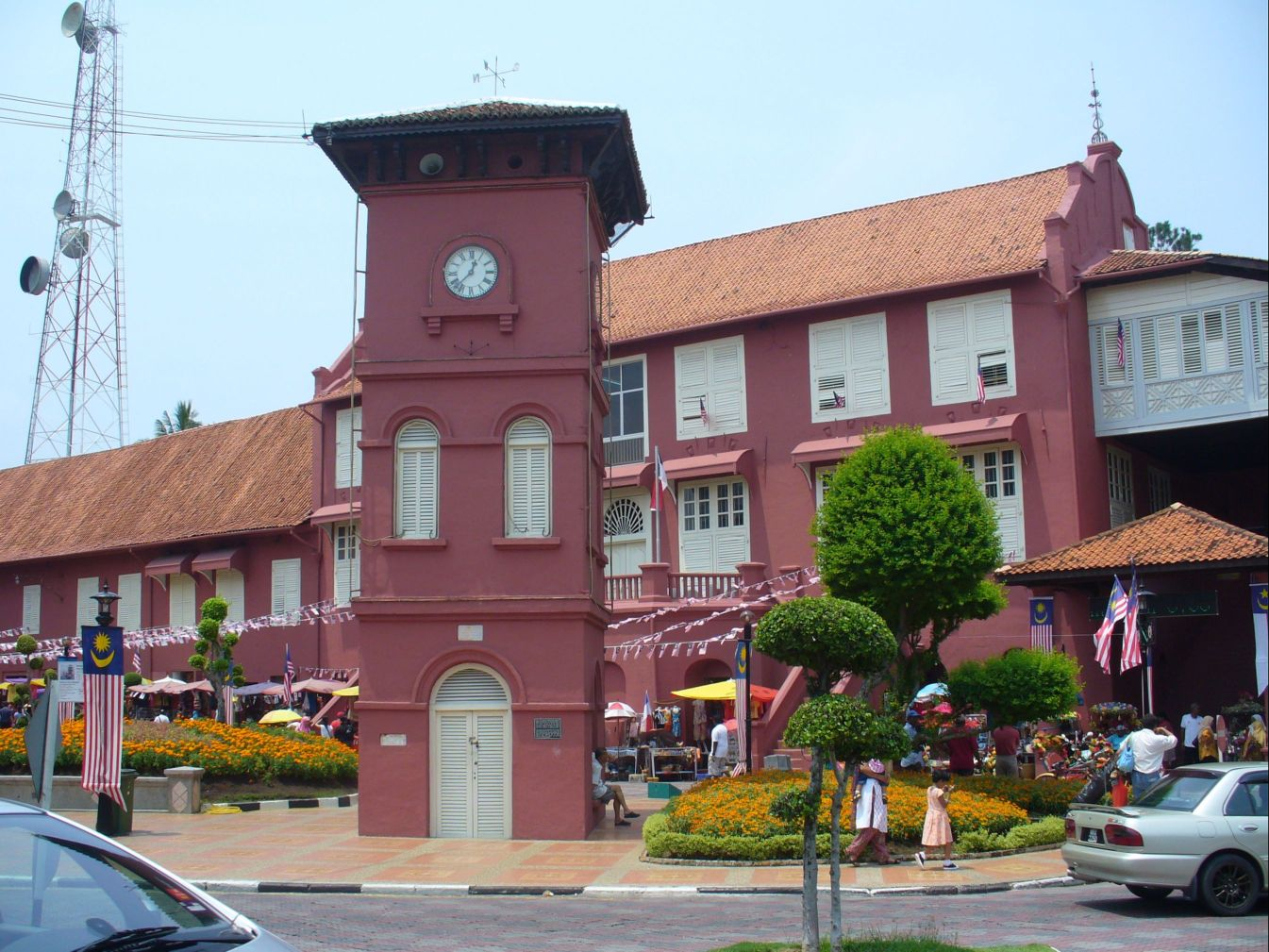
马六甲广场上的荷兰红屋

马六甲市区的荷兰红屋有着沉重的木门、厚厚的红墙和锻铁铰链，是荷兰殖民时期留下的最壮观的遗迹。它是荷兰人精湛的石工和木工技艺的最佳范例。它修建于1641至1660年，据称是东方最古老的建筑。
- 英国风格

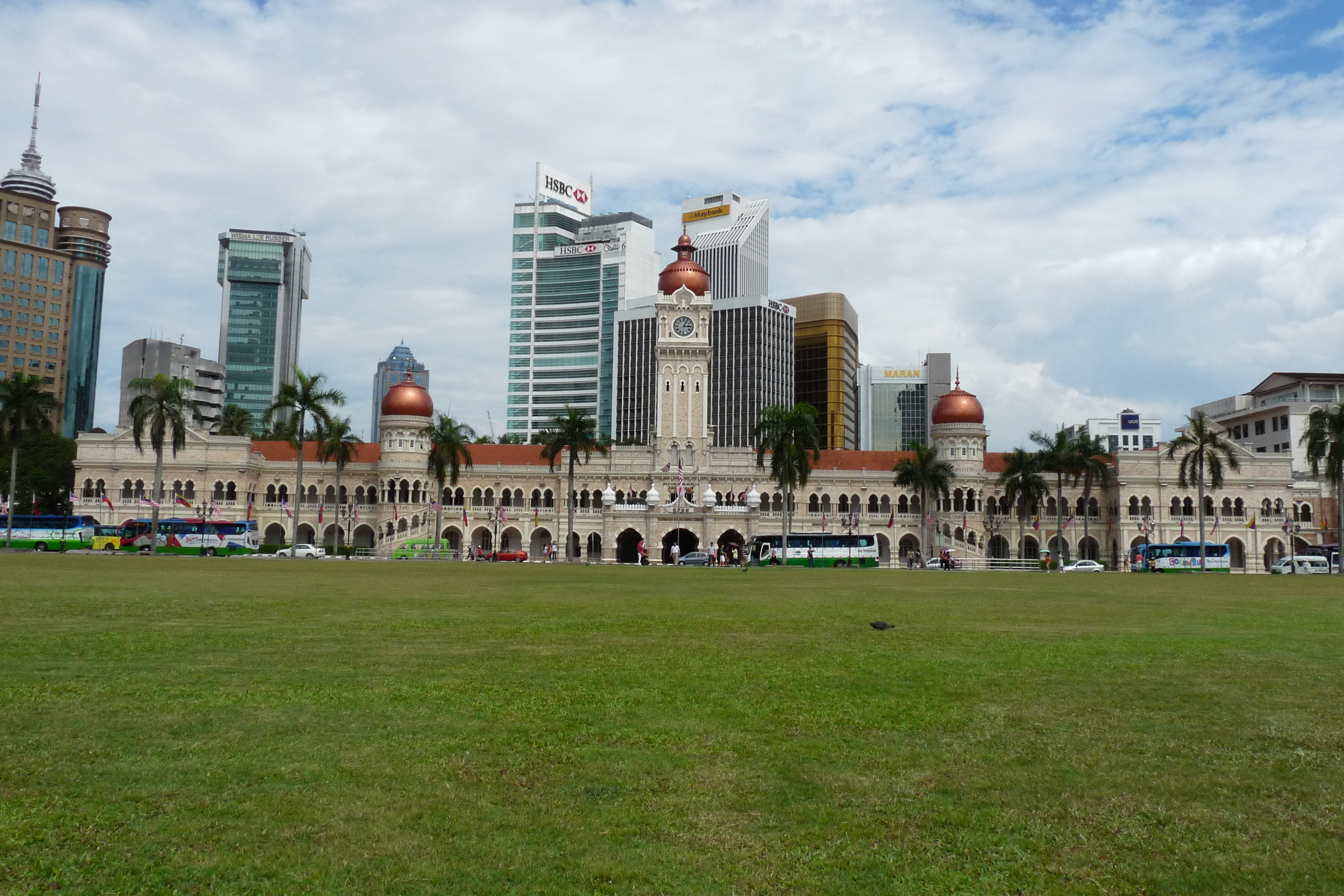
吉隆坡独立广场前的苏丹阿都沙末大厦

英国人修建过许多宏伟建筑，其中最著名的是苏丹阿都沙末大厦（Sultan Abdul Samad Building），它巍峨耸立，俯视着吉隆坡的独立广场（Merdeka Square）。这是一座漂亮的摩尔式建筑，于1897年落成，在英国人统治时期，曾经是殖民政府的办公楼。 
时至今日，独立前修建的商铺仍然散发着当年的气息和魅力。最能体现英国人巧思的是五脚基（five-foot-way），一种能为行人遮阳挡雨的人行道。 
马六甲与槟城经过超过五百年的东西马六甲海峡海域的贸易形成了独特的文化交流特色。因亚洲与欧洲的影响，这些城市新城了特殊的多文化遗产，包括政府大厦，教堂，广场与其它建筑。马六甲体现了十五世纪的早期马来苏丹，葡萄牙与荷兰文化历史。槟城的建筑特色体现了十八世纪到二十世纪中的英殖民时期历史与文化。这些独特文化综合成特别的文化建筑城市景观在东南亚任何地方平行并列入世界遗产名录的认可， 「马六甲海峡的历史名城。 」

## 風俗文化
馬來西亞為多元種族國家，其中馬來人大多信奉回教，其風俗生活習慣與回教徒國家相似，惟並非十分嚴謹，華人社會與一般華人社會相似。一般而言，馬來西亞因受英國人長期統治並無特殊風俗習慣，多元化及國際化應屬其特徵。
马来人是热情、谦恭、大方、讲究礼节的民族，交往切忌用左手，传统上马来人认为左手是不干净的象征。对女士不可先伸出手要求握手，更不可随便以食指指人。马来人忌讳摸头，除了老师和宗教仪式外，不可随意触摸马来人背部，進馬來人房間或參加禮拜式時須脫鞋。另外，回教徒不吃豬肉，所以不可随意在马来人面前吃猪肉或者说猪的玩笑。回教徒视狗为不净的动物，所以很少（基本上沒有）马来人会养狗当宠物，在公众用具上（如手推车）不可随意让狗接触。

## 休闲与体育文化

### 休闲
马来西亚的流行运动包括羽毛球，保龄球，足球，壁球和曲棍球。马来西亚有多项小型的传统运动。
- 风筝（Wau）

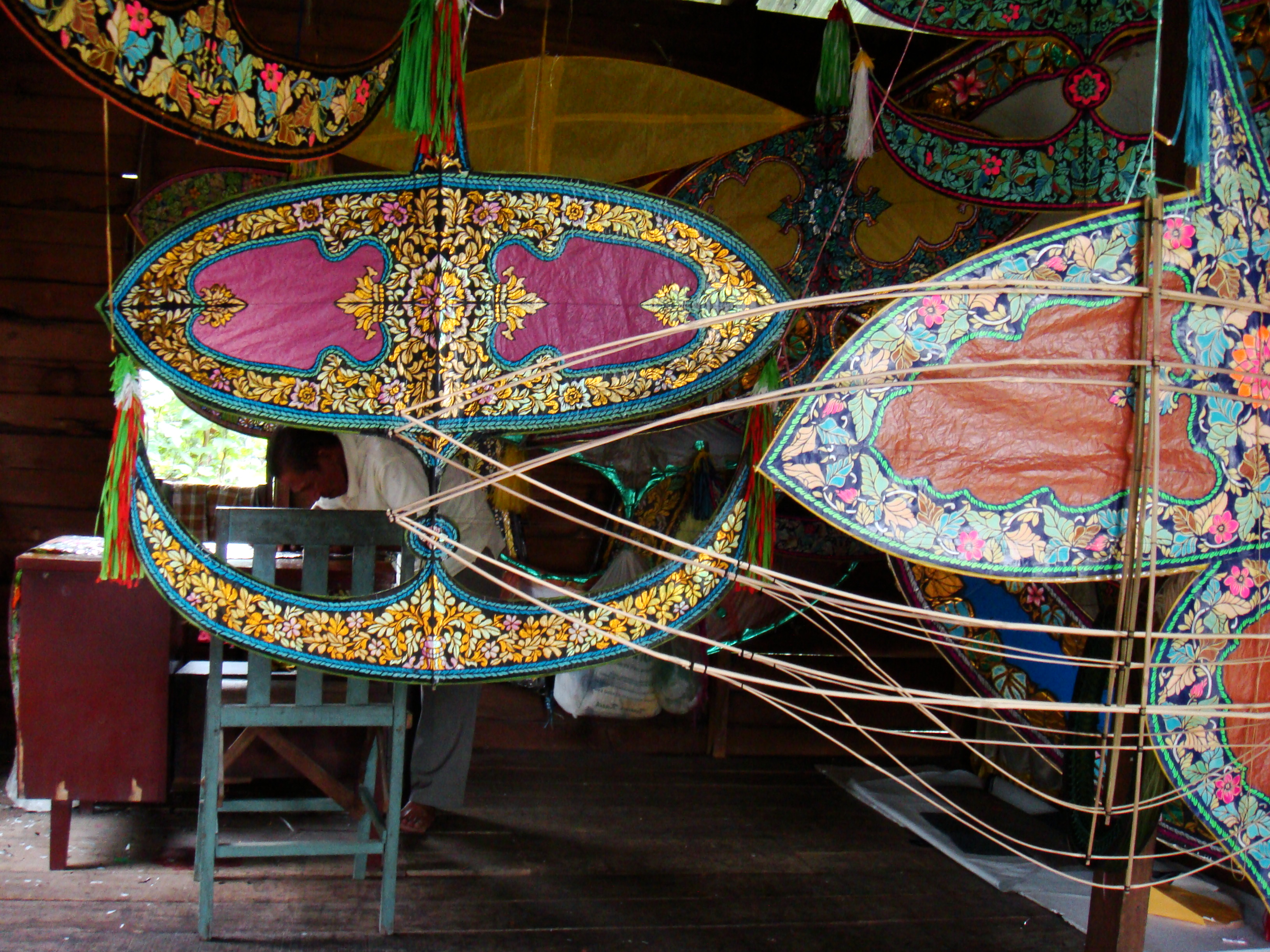
马来西亚传统风筝

是一种传统风筝，在马来西亚东海岸的吉兰丹州尤为盛行。过去的人们常在收割稻米后放风筝，普遍上巨大的风筝不逊人的高度——长达 3.5 米。之所以叫做 wau，是因为它的形状非常像读作“wow”的阿拉伯字母。五彩缤纷的风筝上画满了当地的动植物图案，令人赏心悦目。这些风筝可以达到近500米（1,640英尺）的高度，由于有竹子附着，它们在飞行时会发出声音。
- 藤球（Sepak Takraw）

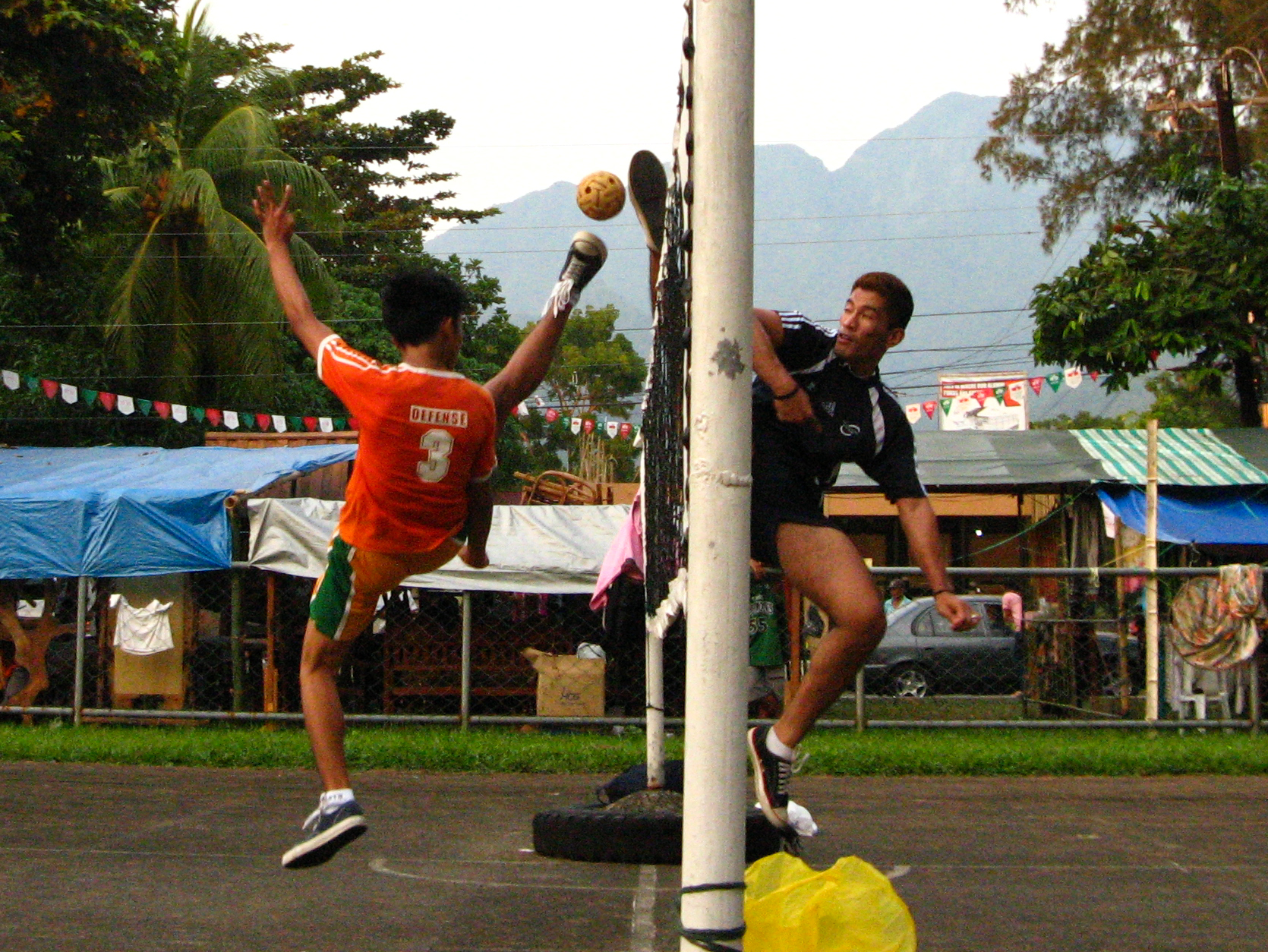
两名马来男子进行藤球竞技

这是一种传统球类运动。藤球是用竹条编成，除了前臂和手，比赛者可以用身体任何部位传球。藤球有两种玩法：围成一圈（bulatan）或踢过网（jaring）。最初的玩法是比赛者围成一圈，确保不让藤球落地。现代玩法是场地中间设有球网，双方将球踢到另一方的半场。
- 陀螺（Gasing）

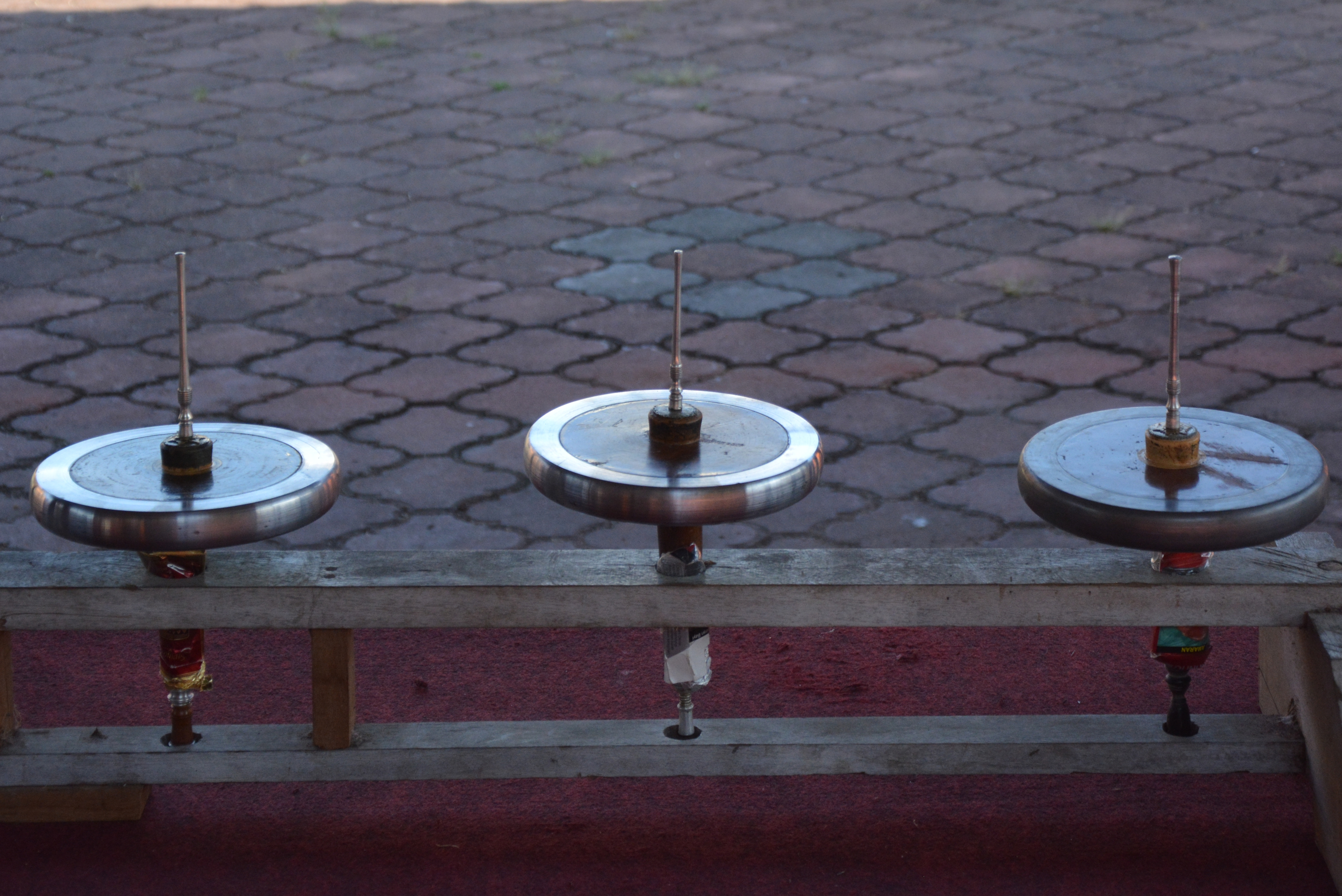
马来西亚陀螺

是一种巨大的陀螺，重达 5 公斤（10 磅），大小像个盘子。过去的人们常在收割稻田前玩陀螺，它需要力量、协调性和高超的技巧。先将一条绳子绕在陀螺上，然后猛拉绳子，陀螺便开始旋转。这时用一根中间开叉的木棍将陀螺挑起来，送到一个带金属容器的矮桩上。如果拉绳动作熟练，陀螺可以一直旋转 2 个小时。
- 马来拳（Silat）

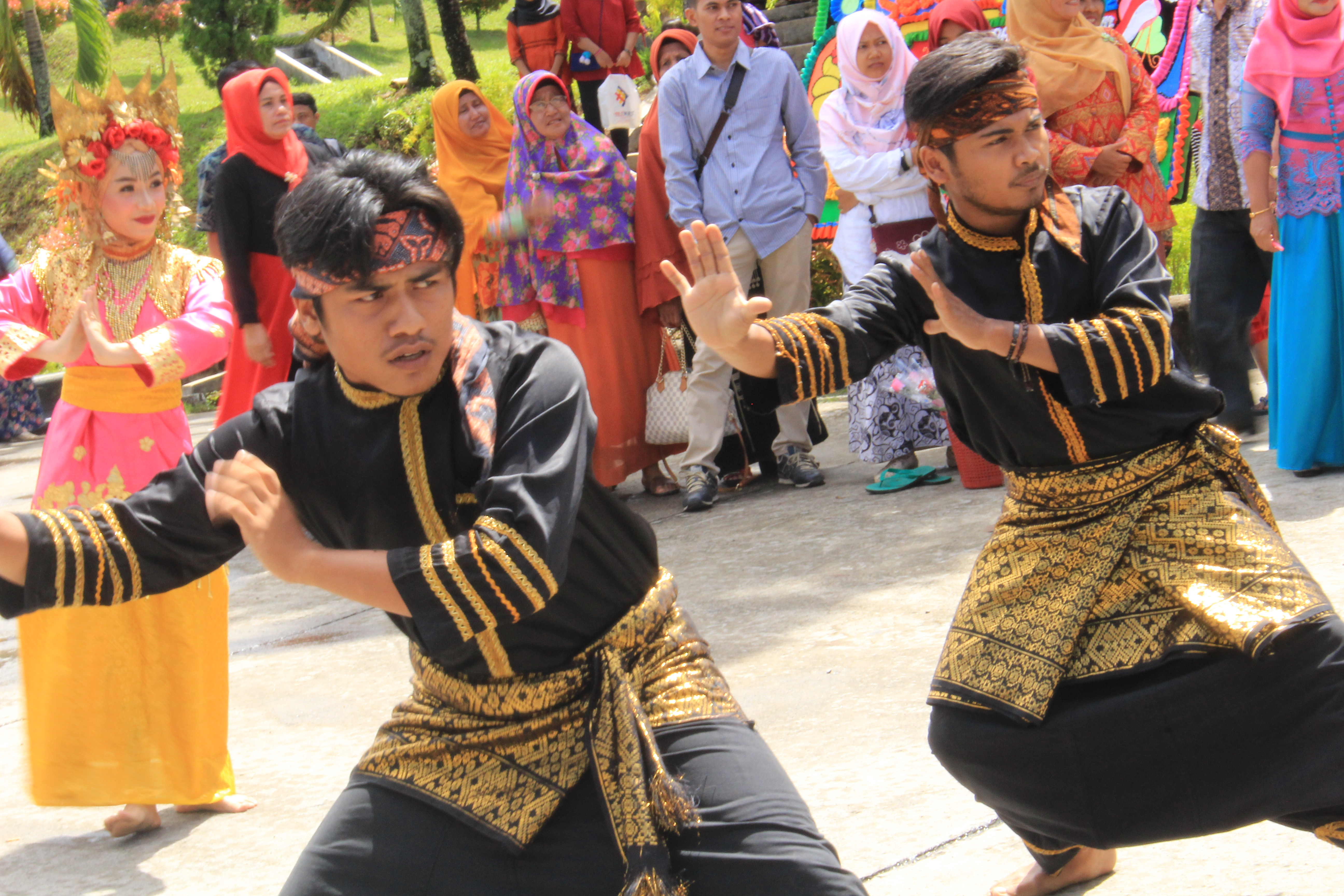
两名马来人示范马来武术

一种马来武术，也是一项国际运动和传统舞蹈形式。它在马来群岛已有数百年的历史，其特点是用行云流水般的步法，让对手晕头转向。据说，通过练习马来拳，能增强伊斯兰教所推崇的心灵力量。每逢婚礼和节庆活动，马来人常常伴着锣鼓表演这种古老的武术。 
- 打花杆（Sepak Manggis）

打花杆是沙巴州巴瑶族和依拉农族（Iranun）男子的一种户外游戏。参赛者面对面围成一圈，目标是击打 10 米高杆上挂着的山竹花车。获胜者将赢得花车中装着的奖金、礼物或食物。
- 钟格（Congkak）

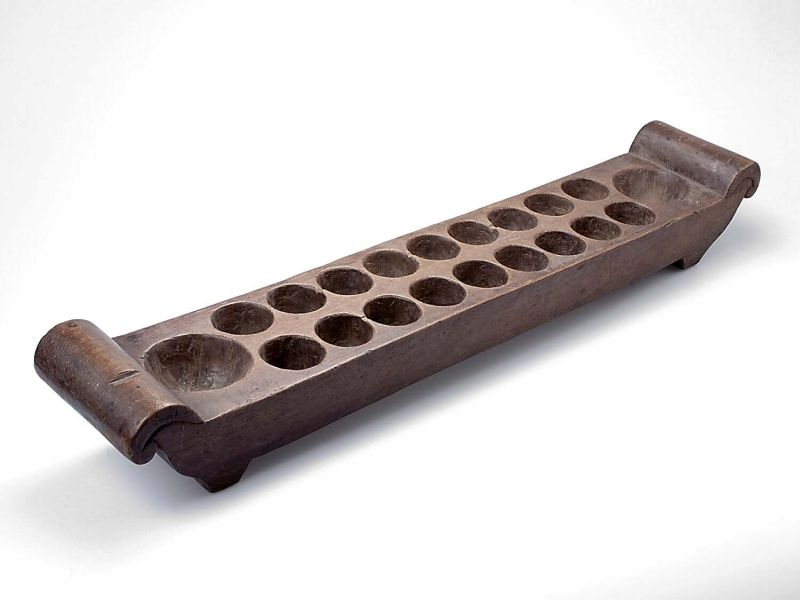
带有两排九个方格和两个收集方格的马来播棋

钟格是古代女性的一种数学游戏，当时的道具很简单：在地上挖几个洞，再找一些罗望子种子。现在是用一块椭圆形木块，上面有两排洞，每排各有 5 个、7 个或 9 个洞，末端的洞叫做“家”。钟格是一种两人游戏，可以用贝壳、弹珠、小石子或罗望子种子来玩。
- 茶文化（Teh）

马来西亚自古就是世界交通中枢，在此时发生了东西方的文化交流。茶也是之一。唐人在这里居住，带来了中国的茶叶，也于此分发销售中转。后来英殖民年代，英国人也在这里开拓了一些茶园，至今存在。比如金马伦高原的茶山。马来西亚华人也是大中华地区以外，最大的中国茶叶消费群。大马茶人，茶文化已发展出自己的一套。茶｜Dea （页面存档备份，存于） 正是其一发掘走访大马在地茶文化的平台。

### 体育
许多国际体育运动在马来西亚非常受欢迎，例如马来西亚的羽毛球比赛。马来西亚、印尼和中国自1949年以来一直举办汤姆斯杯吸引了成千上万的观众。马来西亚选手由馬來西亞羽毛球協會代表出席国际赛事，其中著名的参与者包括李宗伟。
壁球运动是由英国军队带到马来西亚，于1939年举行第一次比赛。马来西亚壁球协会（SRAM）成立于1972年6月25日，并在亚洲壁球比赛中大获成功。其中马来西亚草地滚球协会（PLBM）成立于1997年，并已成为强大的国际团队领域，并取得了很大进步。

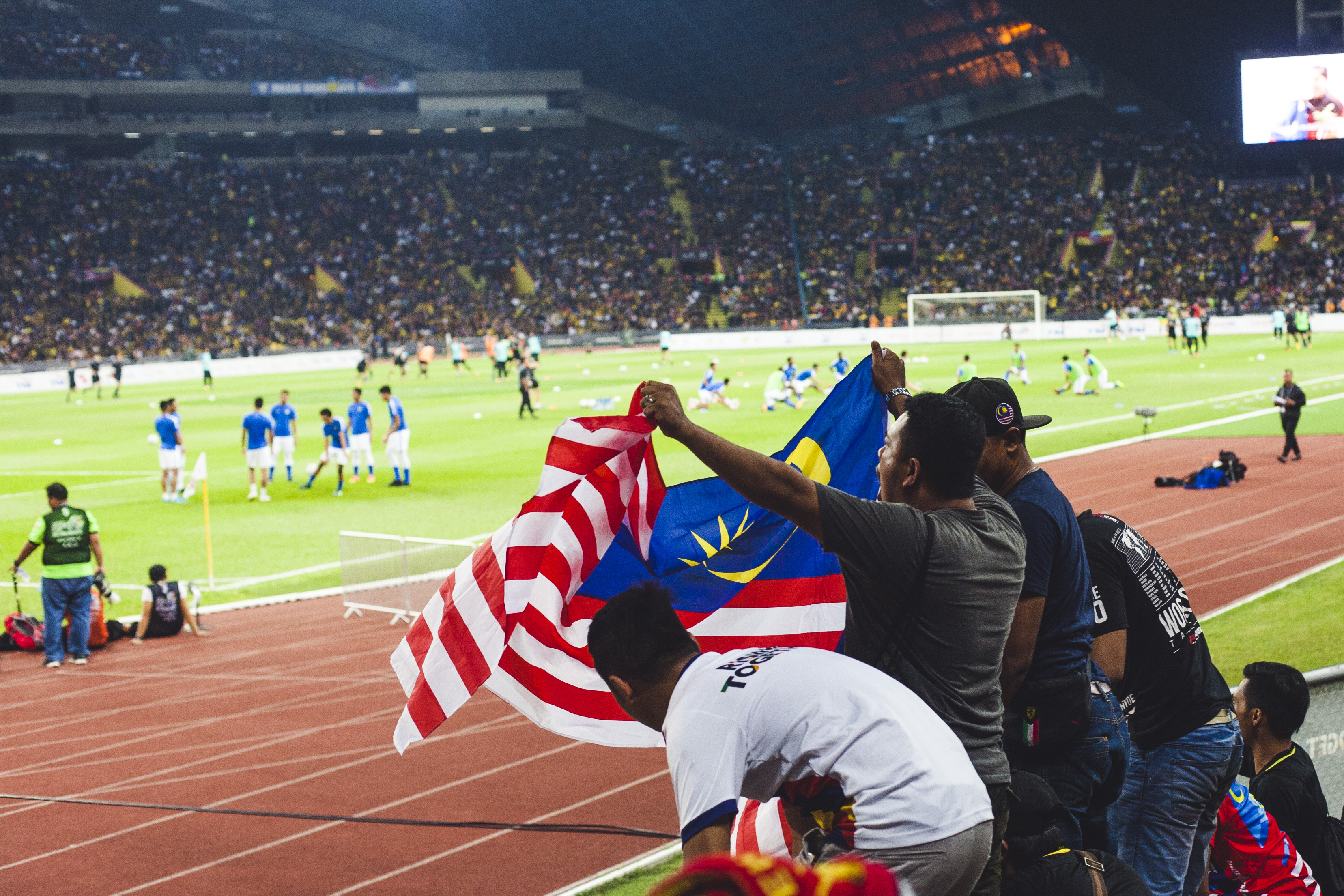
马来西亚球迷在2017年东南亚运动会男子足球决赛上挥舞着国旗

足球在马来西亚的程度很受欢迎，马来西亚各州属都有自身的足球俱乐部，并2004年后都会举办馬來西亞超級足球聯賽进行互相较量。马来西亚也是東南亞足球協會主要成员之一。
曲棍球在马来西亚很受欢迎，马来西亚队在2010年世界排名第14位。马来西亚在主办第十届世界杯之前，在吉隆坡默迪卡體育場举办了第三届曲棍球世界杯。马来西亚有自己的一级方程式赛道；雪邦国际赛车场，并于2000年举行了第一届世界摩托车锦标赛。高尔夫球也正变得流行，全国各地大多都有高尔夫球场。其他运动包括舞龙和赛龙舟，马来西亚的海岸线以潜水，帆船，水上运动和其他活动而闻名。
自1950年以来，马来西亚就以「马来亚」名义参加了英联邦运动会，而1966年以马来西亚名义来参加了英联邦运动会，在羽毛球运动中占主导地位，并于1998年在吉隆坡举办了一次比赛。1998年的英联邦运动会，马来西亚的火炬手人数首次超过东道主英国。

## 音乐和舞蹈

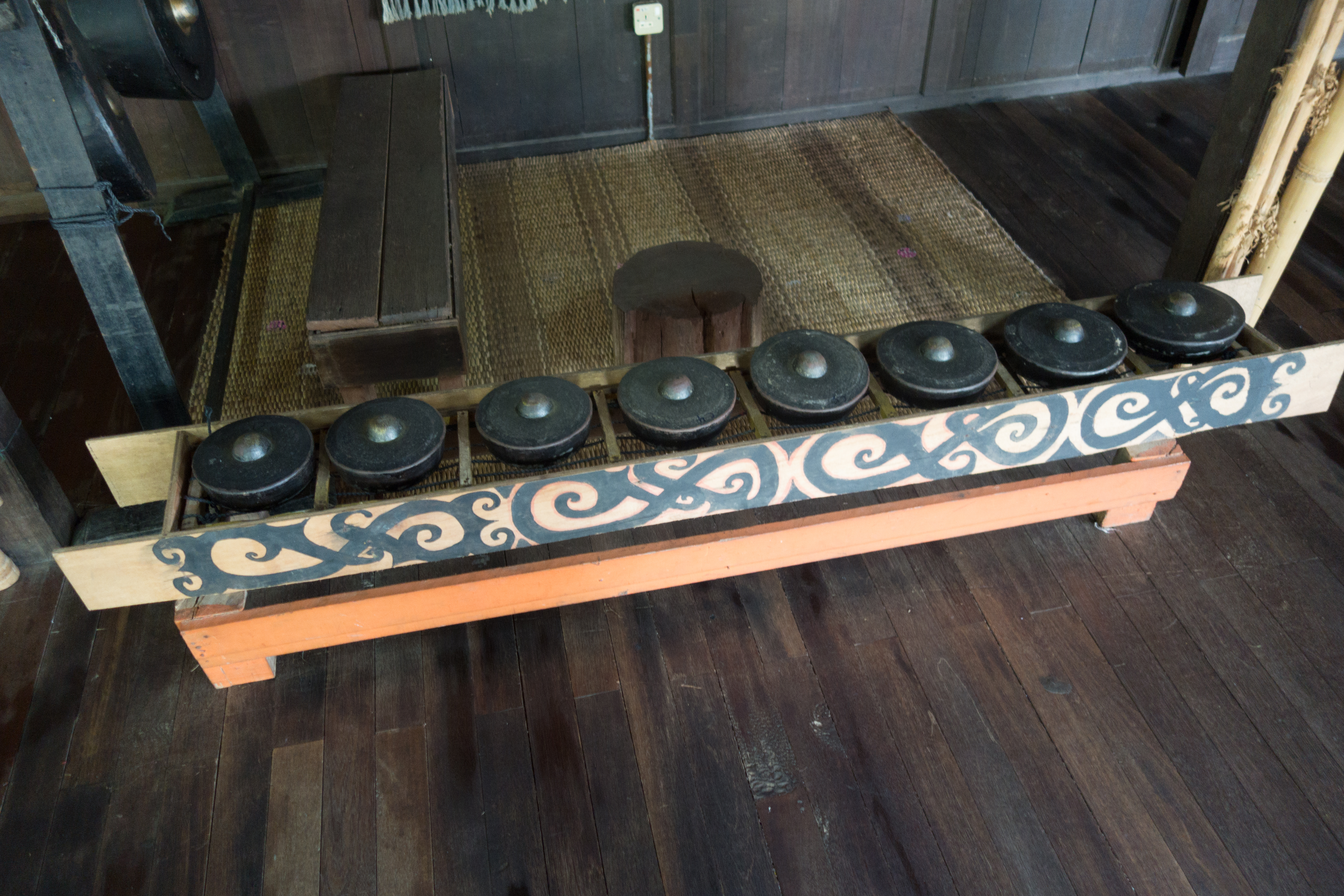

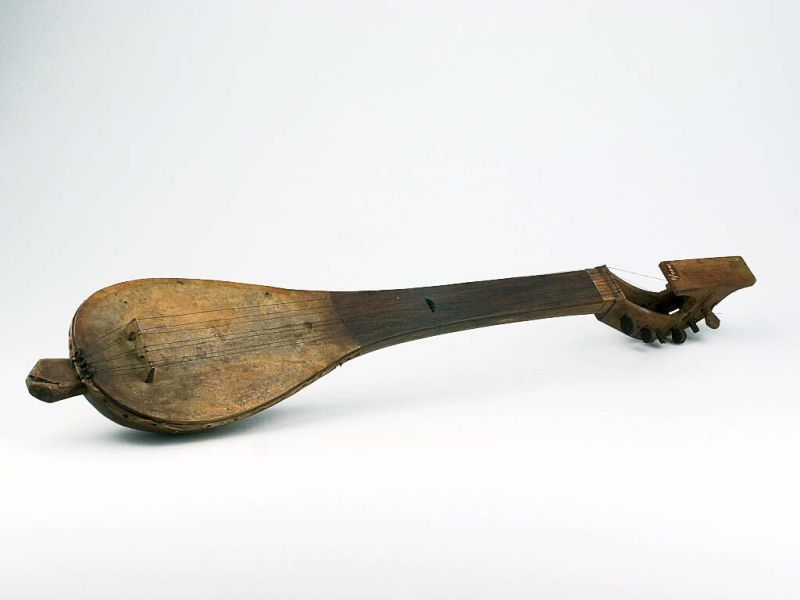
马来人在各式庆典上演奏的传统乐器

最能展现马来西亚多元文化和多种族传统的，莫过于音乐和舞蹈。无论是本地马来人、原住民还是沙巴和砂拉越的各个族群的舞蹈都各有其独有特色。华人、印度人和葡萄牙人迁居马来西亚后，他们的家乡传统舞蹈也随着融入了马来西亚的文化和传统。
- 管弦乐队

马来西亚有两支传统管弦乐队：gamelan 和 nobat。源自印尼的 gamelan 是一支传统管弦乐队，使用锣和弦乐器，演奏的旋律欢快飘渺。nobat 是皇家管弦乐队，使用 serunai 和 nafiri 管乐器，为皇室演奏较为庄重的音乐。
- 热巴那大鼓（Rebana Ubi）

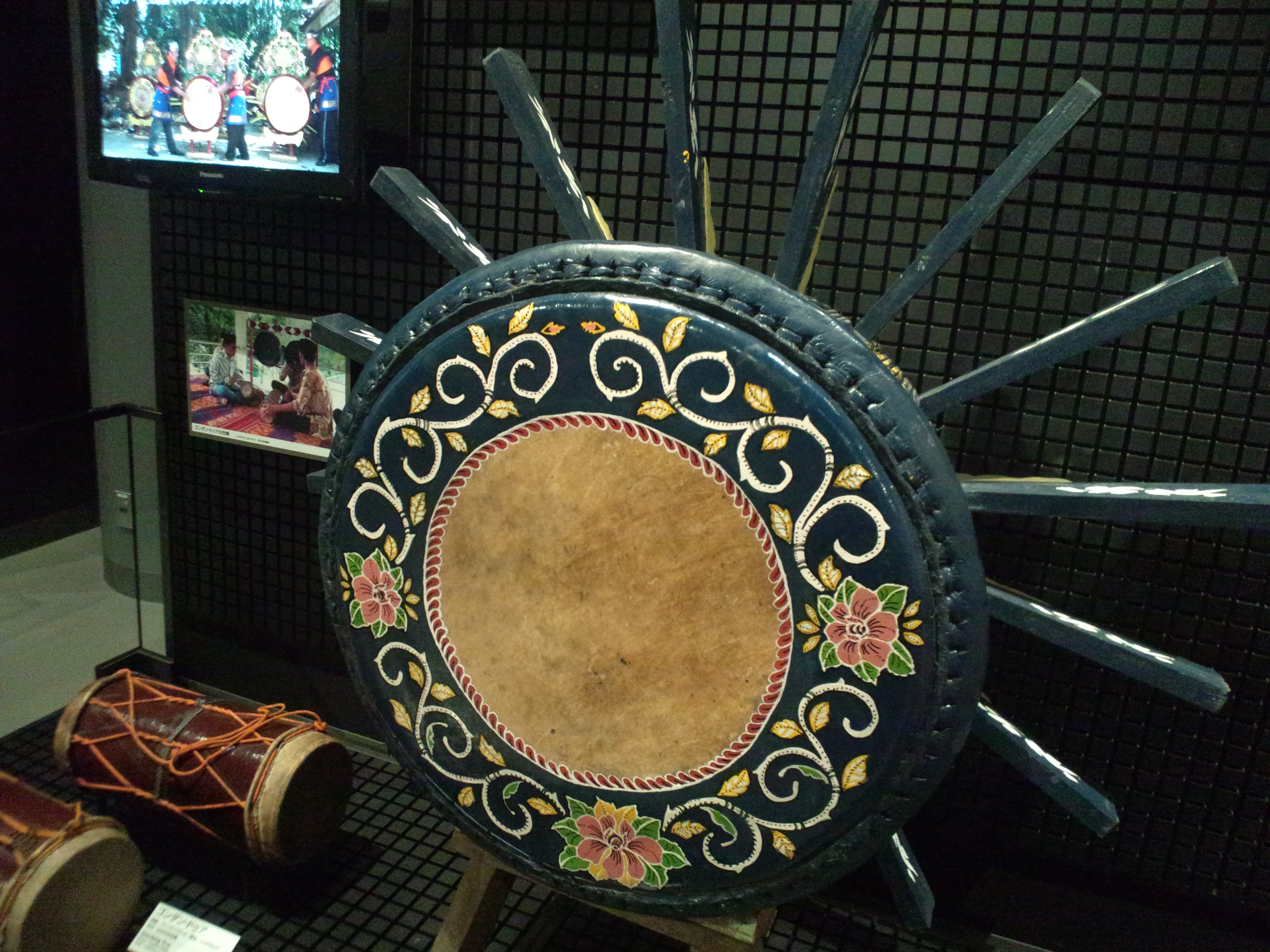
热巴那大鼓

热巴那大鼓体型巨大，在古代的马来王国，响亮而富有节奏的鼓声用于传递各种消息，例如报警和宣布婚礼。后来，这种鼓作为乐器，出现在各种节庆表演中。 
- 马来手鼓（Kompang）

马来手鼓是最流行的马来传统乐器，在各种节庆活动中广泛使用，例如国庆游行、各种公务活动及婚礼中。它有些像铃鼓（tambourine），只是没有叮当作响的金属圆片。马来手鼓最常用于大型乐队，通过重叠多个层次的节奏，产生富于变化的节奏组合。 
- 甘布思（Gambus）

甘布思又叫做阿拉伯乌得琴，由波斯和中东的商人传入马来西亚。它可以演奏不同风格的马来民间音乐，主要在 Ghazal 音乐中担任主乐器。甘布思的制作工艺考究，采用多种木料，声音柔和，有些像大键琴。 
- 沙辟（Sape）

沙辟是 Orang Ulu 族（砂拉越上游部族）的传统长笛。它是用一段木料掏空而成，再绘上彩色花纹，堪称木雕精品。过去它用于长屋内的治病仪式，而且是独奏，后来逐渐用于各种娱乐表演。它奏出的主题音乐通常用于伴舞，例如英雄舞和犀鸟舞。
- 马来玛蓉舞（Mak Yong）

玛蓉舞源于泰国南部的北大年（Patani）。据说当年每逢打仗，皇室女子、皇后和公主的丈夫出征在外，她们便以玛蓉舞作为消遣。玛蓉舞是一种极具感染力的戏剧形式，通过浪漫的剧情、舞蹈和咏唱，讲述马来王国鼎盛时期的故事。 
- 骑马舞（Kuda Kepang）

骑马舞是爪哇移民传到柔佛州的一种传统舞蹈。舞蹈生动表现了伊斯兰圣战的凯旋场景，舞者骑在道具马上，踏着打击乐（通常包括鼓、锣和竹琴）的节拍翩翩起舞。
- 杂宾舞（Zapin）

伊斯兰文化对马来西亚的传统舞蹈影响甚大，最明显的例子是盛行于柔佛州的杂宾舞。这种舞蹈最初是由中东的穆斯林传教士传入，表演时伴以伊斯兰圣歌，旨在普及伊斯兰文明的历史知识。 
- 久贾舞（Joget）

一种活泼热烈的舞蹈，是马来西亚最盛行的传统舞蹈。久贾舞原是葡萄牙民间舞蹈，于香料贸易时期传入马六甲。这是一种双人舞，舞步优雅轻快，又不乏俏皮和幽默。 
- 烛光舞（Tarian Lilin）

一种女子舞蹈，跳舞的同时要保持小盘中的蜡烛不倒。 
- 马来拳（Silat）

最古老的马来传统之一，既是一种能致人死地的武术，也是一种舞蹈艺术。 
- 舞狮

舞狮表演一般是在华人春节期间进行，特点是虎虎生风、威风八面。舞狮者需要极高的协调性、优雅的气质和钢铁般的意志，表演时总是踏着响亮的鼓点和铜钹声。 
- 舞龙

舞龙表演一般是在华人春节时进行，据说能为来年带来好运和兴隆。一支舞龙队通常有60多人，表演展示了完美的协调性、高超的技艺和优雅的气质。 
- 印度婆罗多舞（Bharata Natyam）

印度的一种经典舞蹈，堪称是流动的诗歌。舞蹈取材于古印度史诗，有 100 多种舞步和舞姿，显得张力十足、生动热烈。 
- 邦拉舞（Bhangra）

邦拉舞是锡克教的一种民间音乐和舞蹈。最初这是一种丰收舞，不过时至今日，许多节庆活动中都能见到它，例如婚礼和新年。邦拉舞围绕着浪漫主题展开，表演者踏着朵尔鼓（dhol，一种双桶鼓）的隆隆鼓声载歌载舞。 
- 英雄舞（Ngajat）

英雄舞是沙巴和砂拉越伊班族的传统舞蹈。它通常出现在鸟神庆典（Gawai Kenyalang）上。伊班族曾是砂拉越最令人生畏的猎头者，他们戴着精美头饰，手持华丽的长盾，威风凛凛地来回跳跃，令人为之陶醉。 这种舞蹈就是献给凯旋归来的部落勇士的，英雄舞的表演者均为男性。 
- 犀鸟舞（Datun Julud）

犀鸟舞是砂拉越肯雅族（Kenyah）女性的传统舞蹈。舞蹈的主题是欢乐和感恩，其创作者是肯雅族王子 Nyik Selong。过去，每逢部落勇士猎头归来或每年的丰收庆典，族人都会跳起犀鸟舞以示庆贺。这是一种用沙辟（sape）伴奏的单人舞，舞者手持犀鸟翎毛做成的漂亮羽扇，象征这种神鸟的翅膀。 
- 苏马绍舞（Sumazau）

苏马绍舞是沙巴州卡达山族的传统舞蹈。这种舞蹈一般是在宗教仪式和平时生活中表演，用来庆祝水稻丰收、驱赶邪灵和治病。它是一种男女合舞，以轻柔舒缓的舞姿模仿鸟儿飞翔。 
- 竹竿舞（Bamboo Dance）

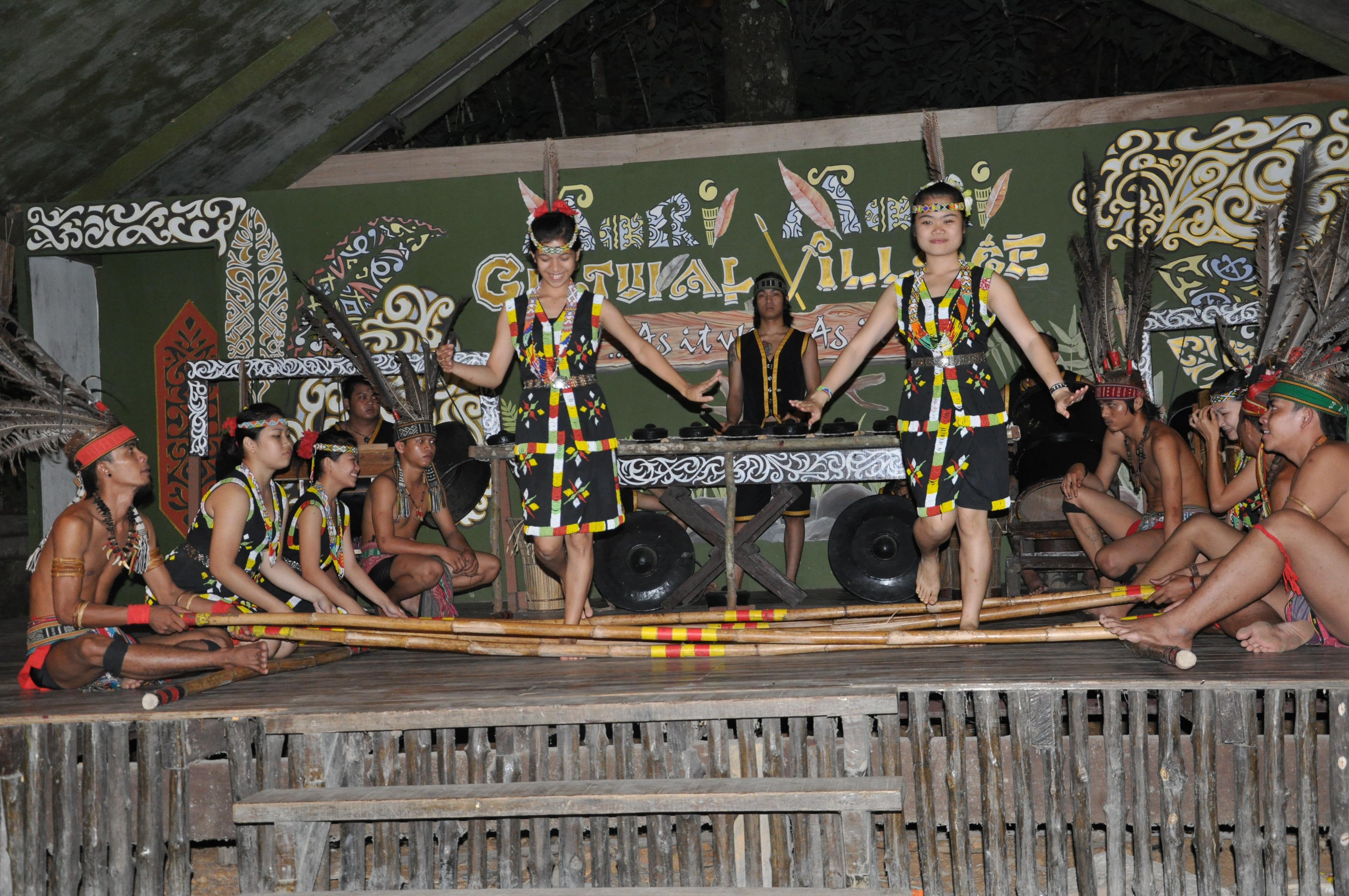
沙巴州伊班族人表演竹竿舞

竹竿舞也是一种非常盛行且颇具观赏性的传统舞蹈。人们手持两根长竹竿，在脚踝高度平行于地面。随着快节奏的鼓点，竹竿相互拍击。跳舞的人要越过竹竿或跳入竹竿之间，这需要身手矫捷，否则脚会被夹住。 
- 原住民（Orang Asli）

马来半岛原住民的传统舞蹈深深扎根于他们的信仰。巫医常常通过舞蹈仪式与魂灵沟通。此类舞蹈有玛美里族的Genggulang，Jah-Hut族的Berjerom，以及Semai族和 Temiar 族的 Sewang。
- 法拉佩拉舞（Farapeira）

是马六甲葡萄牙人流传下来的一种欢快的双人舞蹈，舞者穿着葡萄牙传统服装，通常以吉他和铃鼓伴奏。 
- 布兰乐舞（Branyo）

同样是葡萄牙人流传下来的一种舞蹈，与法拉佩拉舞相比，布兰乐舞显得较为沉稳。男性舞者穿着牛仔装，女性舞者穿着传统的卡巴雅（baju kebaya），配以蜡染布裁成的纱笼，随着鼓和小提琴的沉稳节奏左右摇摆。

### 中文歌
马来西亚有800万左右的华人人口，有着完善的华文教育体系以及庞大的华社支持，固保留了大量富含中华文化的音乐传统。此外，马来西亚也有多名享誉国际的音乐人和歌手，如：尤长靖，黃明志，梁静茹，王光良，品冠，张智成，宇恒，曹格等，还有演技的国际演员，如：朱咪咪，张慧仪，庄思敏，杨秀惠，戴祖仪，林宣妤，李铭顺，王冠逸，巫启贤，李美玲，章证翔，马艺瑄，张耀东，陈泓宇，吴俐璇，童缤毓，罗美仪等。

### 马来歌

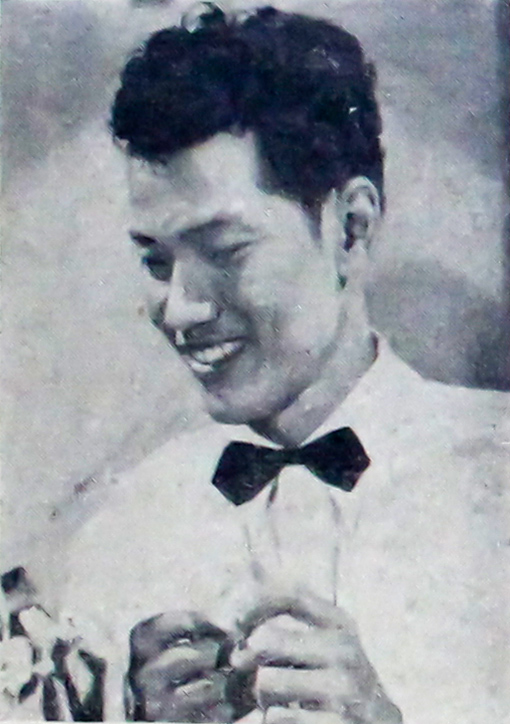
以创作众多歌曲而闻名的词曲作家比南利（1929—1973）

马来西亚占人口大部分的马来族也出了许多有名的歌手，如比·南利、莎罗马、苏迪曼、茜蒂·诺哈丽莎等。其中比南利因其多才多艺的表现而被铭记，他于1950年代至1960年代演唱的众多歌曲至今仍是经典老歌。

## 政策與爭議

### 政策
馬來西亞政府透過頒布《1971年國家文化政策》來定義馬來西亞文化。它將三項原則定義為馬來西亞文化的指導方針：它以原住民的文化為基礎；如果來自其他文化的元素被認為是合適和合理的，那麼它們可以被視為馬來西亞文化；伊斯蘭教將成為民族文化的重要組成部分。
馬來西亞憲法第 160 條（英語）將「馬來人」定義為信奉伊斯蘭教、習慣說馬來語、遵守馬來風俗的人。 他們也應該是
(a) 在獨立日之前在聯邦或新加坡出生的人，或父母中其中一人出生在聯邦或新加坡的人，或在當天居住在聯邦或新加坡的人在新加坡；
(b) 該人的問題；或因此，根據法律，脫離伊斯蘭教的馬來公民不再被視為馬來人。因此，這些皈依者將喪失憲法第153條文、新經濟政策（NEP）等賦予馬來人的土著特權。那些皈依其他宗教的人造成了許多法律問題。
同樣，皈依伊斯蘭教的非馬來人馬來西亞人只要滿足其他條件，就可以享有土著特權。

### 文化同化爭議

#### 非馬來裔
馬來學界和政治界一直都有廢除多源流學校的聲音。例如：1978年10月的沙巴國陣議員馬克•柯丁(Mark Koding)、2013年5月的瑪拉工藝大學（UiTM）前校長阿都拉曼阿爾沙德(Abdul Rahman Arshad)、2019年的土團黨塔里克·依斯邁 (Tariq Ismail)和考慮相關決定的教育部長馬智禮·馬烈(Maszlee·Malik)、2020年8月26日的青體部副部長袁懷紹(Wan Fayhsal)、2022年的前馬來西亞總理馬哈迪·莫哈默等。主要原因是阻礙國家團結、母語學校邊緣化馬來語和阻礙國家發展。
2023年2月25日，馬哈迪與其他12名前祖國鬥士黨成員一起加入了拿督易卜拉欣阿里領導的馬來西亞土著人民黨（PUTRA），該黨是他的馬來至上主義者的政治延伸，之後他一直公開支持同化少數族裔成為馬來人，以便國家能實現單一民族。

#### 半島原住民
馬來半島是一小群土著部落人口的家園，他們統稱為半島原住民(Orang Asli)。其中講馬來語的人有馬來人有著共同的文化歷史背景，但是沒有皈依伊斯蘭教和接受社會等級制度，因此很容易將他們視為“不完整”的馬來人。還有一些講與馬來語無關的語言的人，例如講亞斯里語支(Aslian language)的人，不太容易被視為不完整的馬來人，但透過皈依伊斯蘭教可以在很大程度上縮小這種差距。各州和聯邦的政府機構，包括多年來 JHEOA（現稱為JAKOA,馬來語：Jabatan Kemajuan Orang Asli；漢語：原住民發展部）本身，都相應地花費了大量的努力來促使原住民皈依伊斯蘭教。 例如，1996 年 9 月，土地和合作社發展部秘書長 Nik Mohamed Zain Nik Yusof 對聯邦政府新宣布的有關原住民土地權利的立法進行審查給出了以下理由：「如果這些修訂後，原住民可以更容易地融入馬來社會，這將有助於他們接受伊斯蘭教並遵循馬來習俗。
這種制度化的同化努力對半島某些地區的人口統計產生了巨大的影響。素里里山谷就是一個例子，現代人類學家在20世紀70年代發現，以前被旅行者稱為賈昆 (Jakun) 的村莊已經變成了馬來人社區。
在多民族的沙巴州，穆斯塔法哈倫(Mustapha Harun)領導時期（1967-1976）見證了馬來化和伊斯蘭化的進程，從聯邦政府的角度來看，這似乎是對卡達山杜順民族主義的一種遏制，因此被視為一種融合和融合。當時主要是異教徒的卡達山杜順人傳統上佔該州人口三分之一，居住在沙巴西海岸。哈里斯·沙烈 (Harris Salleh)領導下的繼任成功政府繼續實施同樣的政策。州政府在政府資助的學校推廣馬來語，贊助古蘭經閱讀比賽並組織各種達瓦(宣教)活動。沙巴人民黨(BERJAYA)認為所有這些都符合馬來西亞憲法第12（2）條的精神，該精神為國家促進和協助資助伊斯蘭機構和教學提供了合法性，其核心是源自馬來穆斯林元素。

### 馬來族的伊斯蘭化
使用阿拉伯字母改造的爪夷文成為馬來文字的象徵，被政府推廣。反而歷史更悠久、更本地化的仁崇字母、卡维文、拉让文被邊緣化。
大多數馬來節日和慶祝活動都與伊斯蘭歷並行。執行齋戒月，慶祝開齋節和哈芝節被譽為馬來社區普遍的盛大慶祝活動。伊斯蘭特色也強烈體現在個人層面的馬來慶祝活動，例如Melenggang Perut（為懷第一個孩子的母親進行的按摩儀式）、Aqiqah和Cukur Jambul（新生兒儀式，慶祝新生命）、Bertindik（女孩的第一次穿孔儀式）、Khatam（孩子第一次完整閱讀《古蘭經》後的畢業典禮）、Khatan（割禮）、 Kahwin（婚禮） 、Arwah或Tahlil（為死者祈禱）等。
戴頭巾（普遍為希贾布, hijab）是馬來西亞女性穆斯林約定俗成的習俗。在某些馬來西亞政府機構（尤其是伊斯蘭機構）例如國際伊斯蘭大學必須戴頭巾，不過非回教徒女學生一般只需要在腦後戴上一塊寬鬆的布。
吉蘭丹州（由伊斯蘭黨統治）在1990年禁止傳統馬來皮影戲等受到印度教特徵影響的傳統文化，這些傳統文化被認為是「非伊斯蘭的」，即不清真/哈拉姆(haram)。
吉蘭丹州政府在2019年解除了對名為瑪詠劇的傳統舞蹈劇院的禁令。吉蘭丹州副大臣拿督莫哈末阿瑪尼克阿卜杜拉表示，表演必須遵守符合伊斯蘭教法的要求和準則，例如強制表演者遮蓋身體，表演中也不能有崇拜的成分。
馬來西亞最高伊斯蘭機構國家追令委員會裁定穆斯林不得練習瑜伽，並表示瑜伽中含有其他宗教的元素，可能會腐蝕穆斯林。 同一個身體統治鬼魂和其他超自然生物。

### 文化主權爭議
馬來西亞與鄰國印度尼西亞之間存在著一些文化爭端。兩國有著相似的文化遺產，有許多共同的傳統和計畫。然而，從烹飪菜餚到馬來西亞國歌，爭議不斷出現。印尼對保護該國的民族遺產有著強烈的感情。兩國之間的競爭（Konfrontasi）始於馬來西亞獨立後不久的前任時期，當時印尼和馬來西亞幾乎處於戰爭狀態。從那時起，人們的怨恨情緒日益高漲，再加上馬來西亞經濟的成功，意味著這種情緒在今天的印尼仍然很強烈。馬來西亞政府和印尼政府舉行會議，以化解因文化重疊而產生的一些緊張局勢。在馬來西亞，這種感覺不那麼強烈，大多數人都認識到許多文化價值觀是共享的。

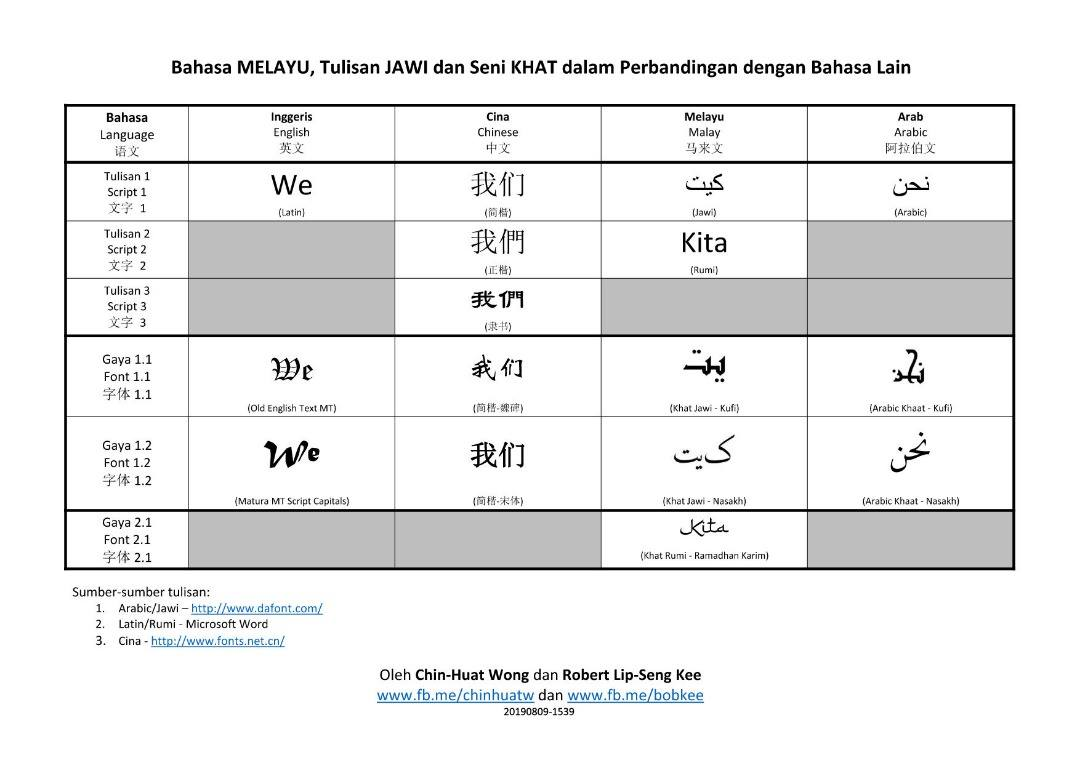
将马来语、爪夷文和卡塔书法与其他语言进行比较。

其中一场争议被称为Pendet 争议, 起因是印尼人声称马来西亚官方的旅游广告中使用了五弦琴舞蹈，引发了官方的抗议。